# Adivino-Pyramide

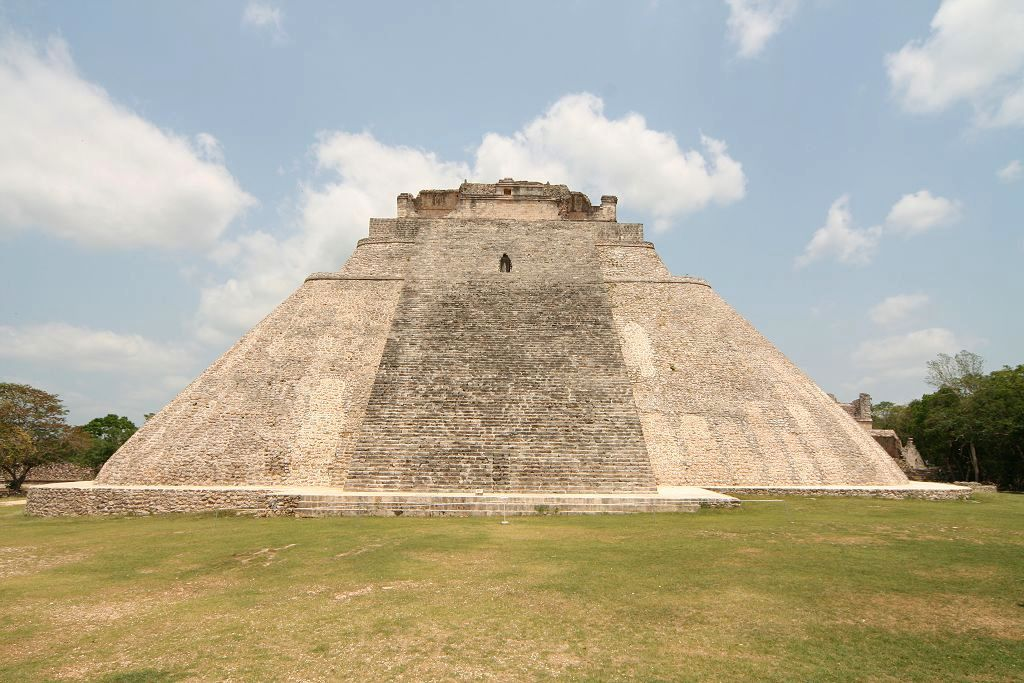
Adivino-Pyramide, Uxmal, Mexiko

Die Adivino-Pyramide (auch: Pyramide des Wahrsagers, Pyramide des Zauberers, Pyramide des Zwerges) ist eine mesoamerikanische Tempelpyramide in der antiken präkolumbischen Ruinenstadt Uxmal, Mexiko. Die Pyramide ist das größte und markanteste Bauwerk in Uxmal, welches seit 1996 zum UNESCO-Welterbe gehört.

## Beschreibung

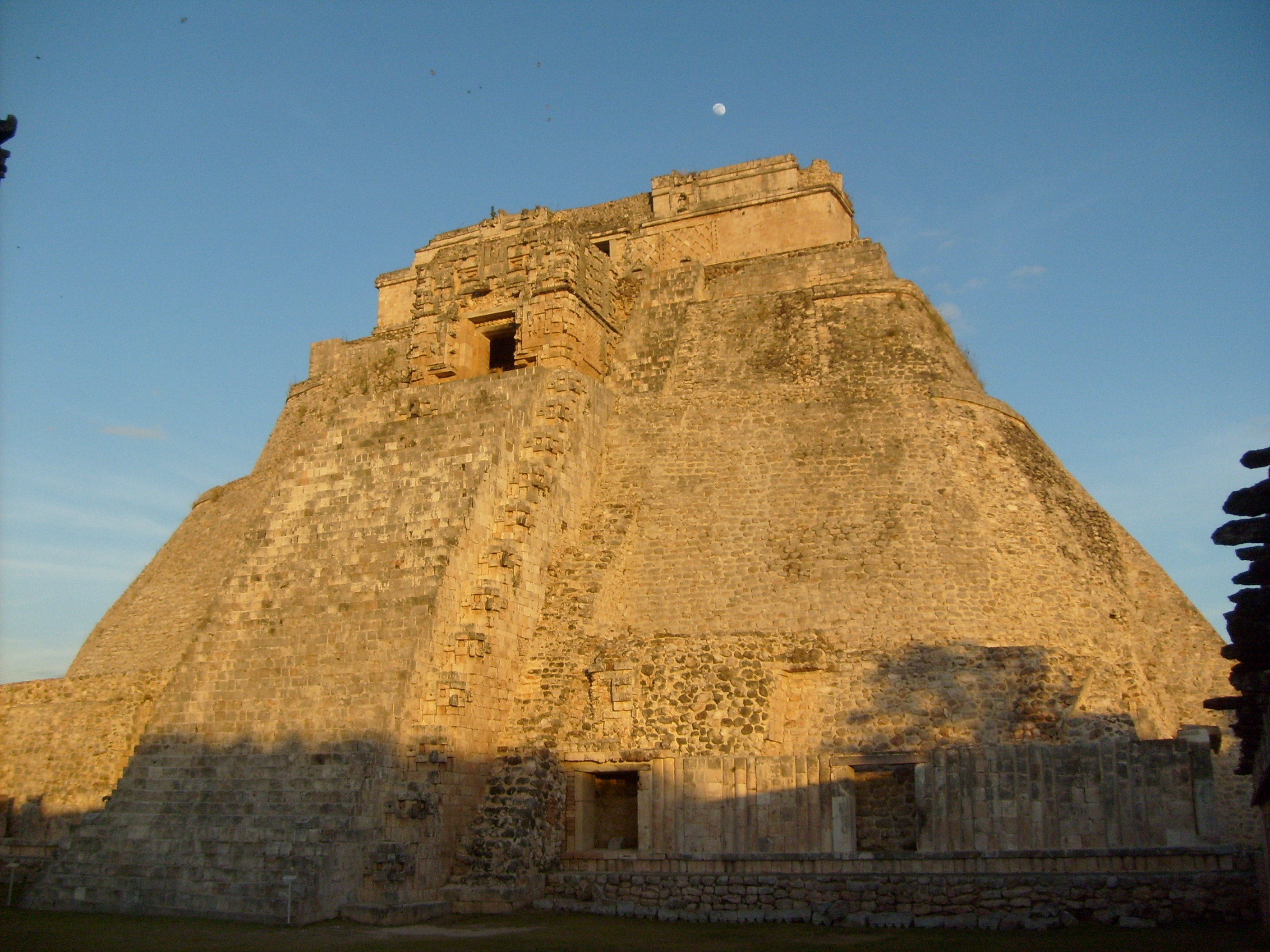
Adivino-Pyramide, Uxmal, Mexiko

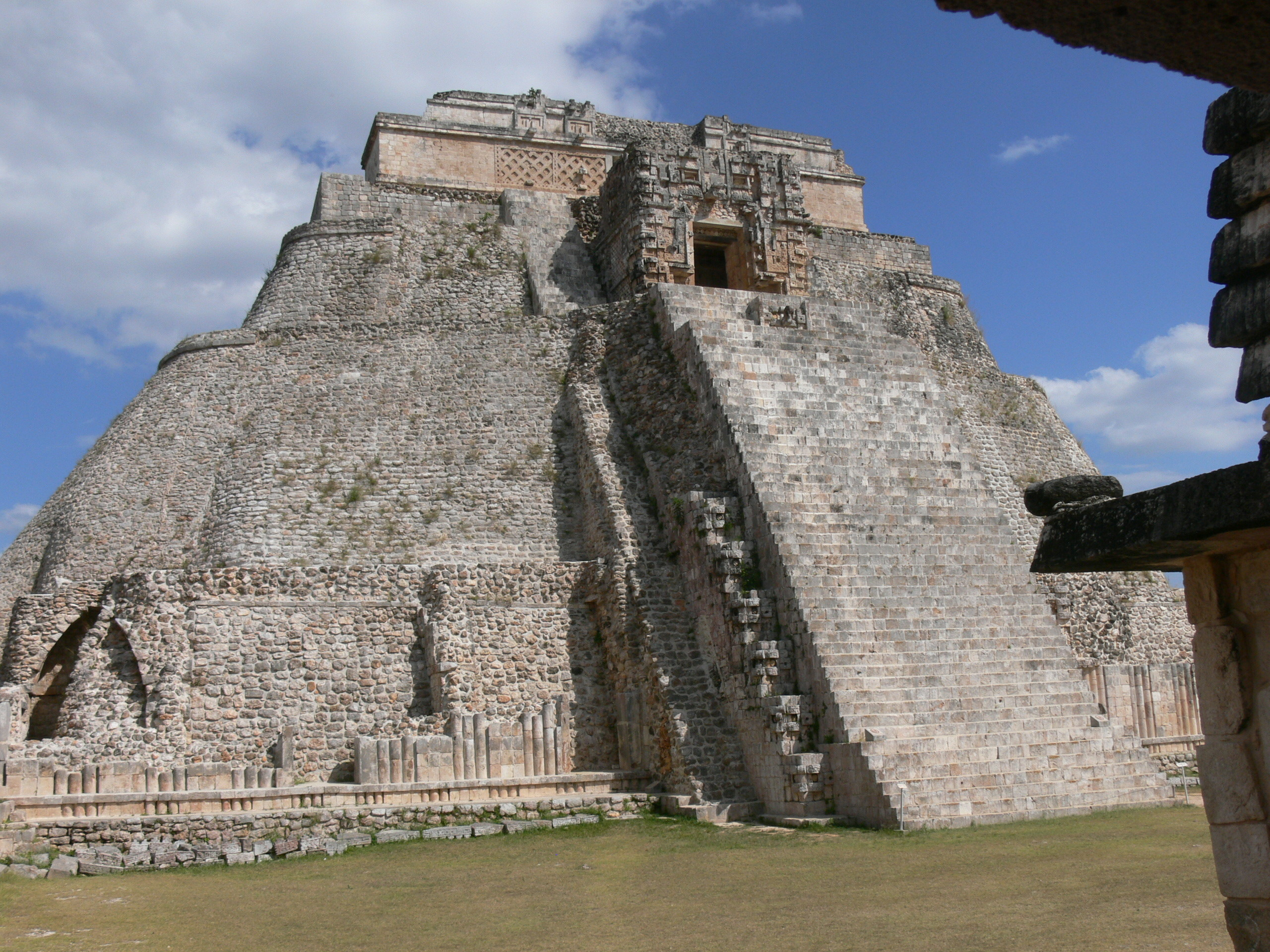
Adivino-Pyramide, Uxmal, Mexiko

Die Adivino-Pyramide ist das Hauptbauwerk des Maya-Ruinenkomplexes von Uxmal im Hügelland im Südwesten von Yucatán. Wie andere Orte der Puuc-Region lag die Hochphase von Uxmal zwischen 600 und 1000 n. Chr., wobei die bedeutendsten Gebäude zwischen 700 und 1000 n. Chr. entstanden. Damals lebten hier etwa 25.000 Menschen. Der Name uxmal bedeutet in der lokalen Maya-Sprache „dreimal erbaut“ und bezieht sich auf die vielen Schichten bei der Konstruktion der wichtigsten Bauten.
Die Ruinen der Zeremonienbauwerke gelten in Bezug auf Entwurf, Anordnung und Ornamentik als Gipfel der späten Maya-Kunst und Maya-Architektur.
Die Adivino-Pyramide dominiert den Mittelpunkt der Anlage und befindet sich am Touristeneingang zum zentralen Hof. Sie befand sich an der Ostseite der Stadt – ihre Westseite überblickt das sogenannte „Nonnenviereck“ (Cuadrángulo de las Monjas) und ist so angelegt, dass die Westtreppe direkt auf den Sonnenuntergang bei der Sommersonnenwende ausgerichtet ist.
Der Bau der ersten Tempelpyramide begann im 6. Jahrhundert n. Chr. In den nächsten 400 Jahren wurde das Bauwerk immer wieder erweitert. Die Pyramide verfiel nach 1000 n. Chr. und wurde während der spanischen Eroberung von Yucatán geplündert.
Der erste detaillierte Bericht von der Wiederentdeckung der Ruinen von Uxmal wurde 1838 von Jean-Frederic Waldeck veröffentlicht. Dieser inspirierte John Lloyd Stephens und seinen Freund und Illustrator Frederick Catherwood, die Anlage zwischen 1839 und 1841 zweimal länger zu besuchen, um die Anordnung des Komplexes zu dokumentieren und aufzuzeichnen. Dies wurde die Grundlage für Stephens Buch Incidents of Travel in the Yucatan.
Die Restaurierung von Uxmal begann Mitte des 19. Jahrhunderts. Die Adivino-Pyramide wurde in dieser Zeit instand gesetzt. In den frühen 1970er Jahren wurde ein großes Konservierungsprojekt von Archäologen des Instituto Nacional de Antropología e Historia (INAH) begonnen, um die Seiten und flachen Terrassen der Pyramide zu festigen und die bauliche Integrität des Tempels zu verbessern. Im Jahr 1988 fegte der Hurrikan Gilbert über die Halbinsel Yucatán mit hohen Windstärken und heftigen Regenfällen, was erhebliche Schäden an der Außenseite der Pyramide verursachte. Einer Untersuchung nach dem Hurrikan stellte Risse fest, die in den Wänden der Südseite sowie auf beiden Seiten der westlichen Treppe entstanden waren. Darüber hinaus wurden auch Schäden an den vertikalen Mauern am Fuße der Westseite der Pyramide festgestellt.
Archäologen und Konservatoren des INAH begannen unverzüglich einen Weg für die Konservierung und Stabilisierung der Pyramide zu entwickeln. Es musste die Westfassade verstärkt, sämtliche baulichen Schäden überprüft und bei Bedarf Notfallmaßnahmen eingeleitet werden. Die Lücken unter dem Fundament der Treppe wurden mit Mauerwerk aufgefüllt und mit Zement und Putz gemörtelt. Eine Bewegungsüberwachung wurde an kritischen Punkten eingerichtet, um eine Einsturzgefährdung feststellen zu können. Die Sofortmaßnahmen für die Stabilisierung der Pyramide verhinderten ein Einsturz. 1997 stellten Archäologen jedoch weitere kleine Risse fest, die in den Wänden der Pyramide entstanden waren. Die Konservierungsmaßnahmen sind immer noch im Gange und es ist Besuchern der Stätte verboten, die Pyramide zu besteigen.

## Konstruktion und Gestaltung
Die Adivino-Pyramide dominiert Uxmal und gilt wegen ihrer gerundeten Seiten, ihrer erheblichen Höhe, steil ansteigenden Außenwänden und Treppen und dem ungewöhnlichen elliptischen Fundament als einzigartig. Grob behauene Steine verkleiden den Körper der Pyramide, wobei diese Steine mittlerweile größtenteils von Stabilisierungsarbeiten aus jüngster Zeit stammen.

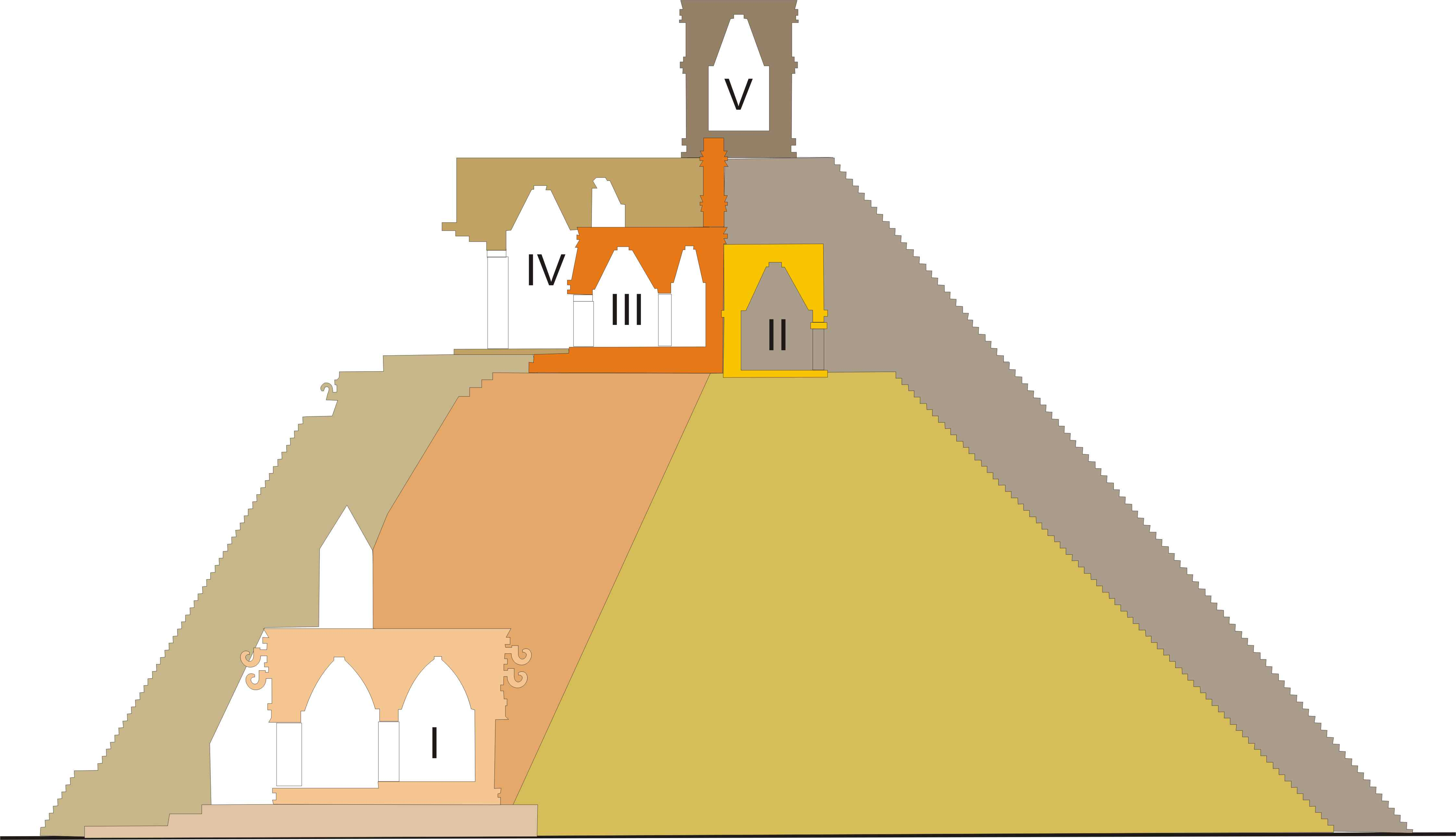
Ost-West-Schnitt der Adivino-Pyramide mit den Tempeln I bis V
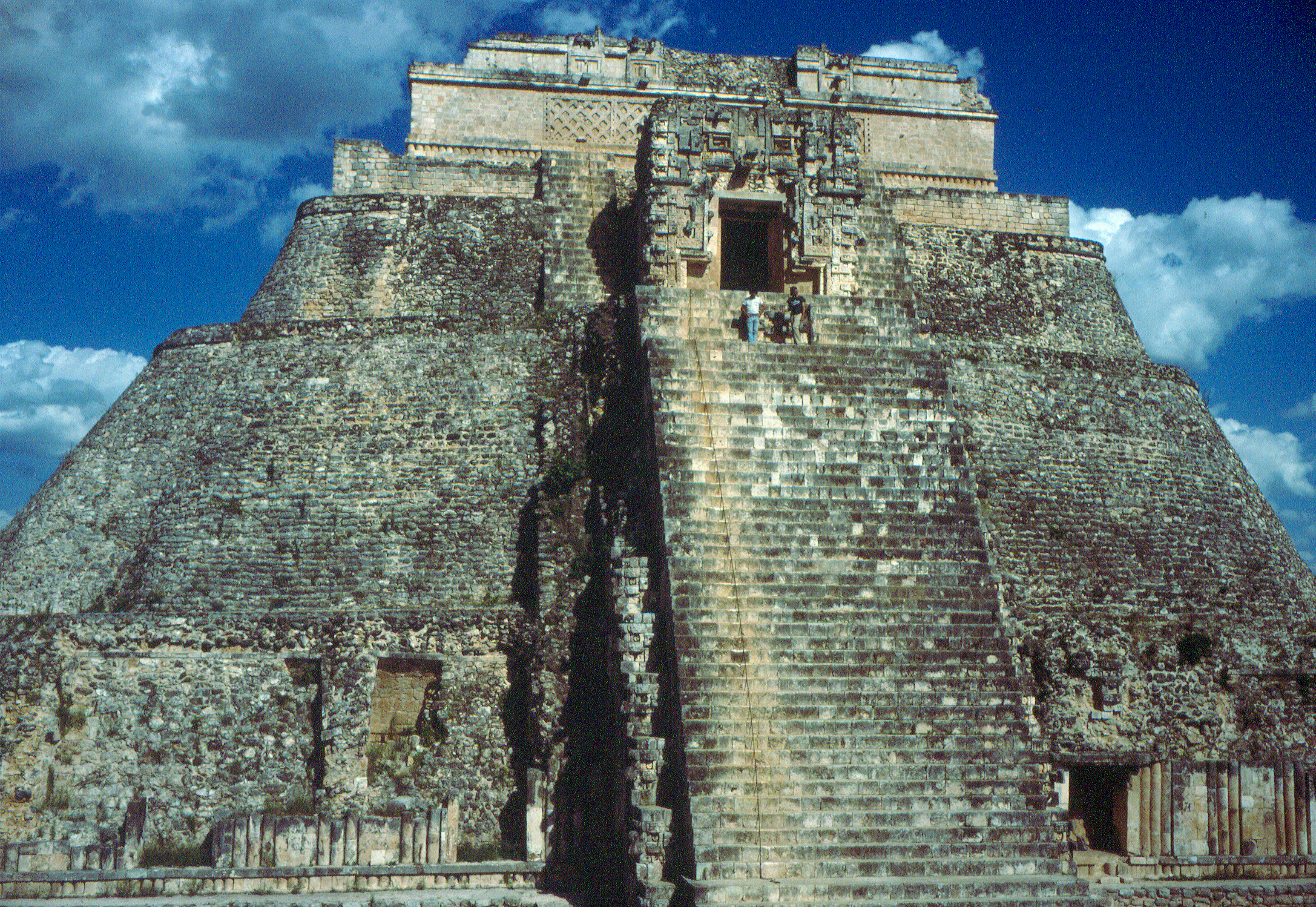
Westansicht mit Zugängen zu den Tempeln I und IV
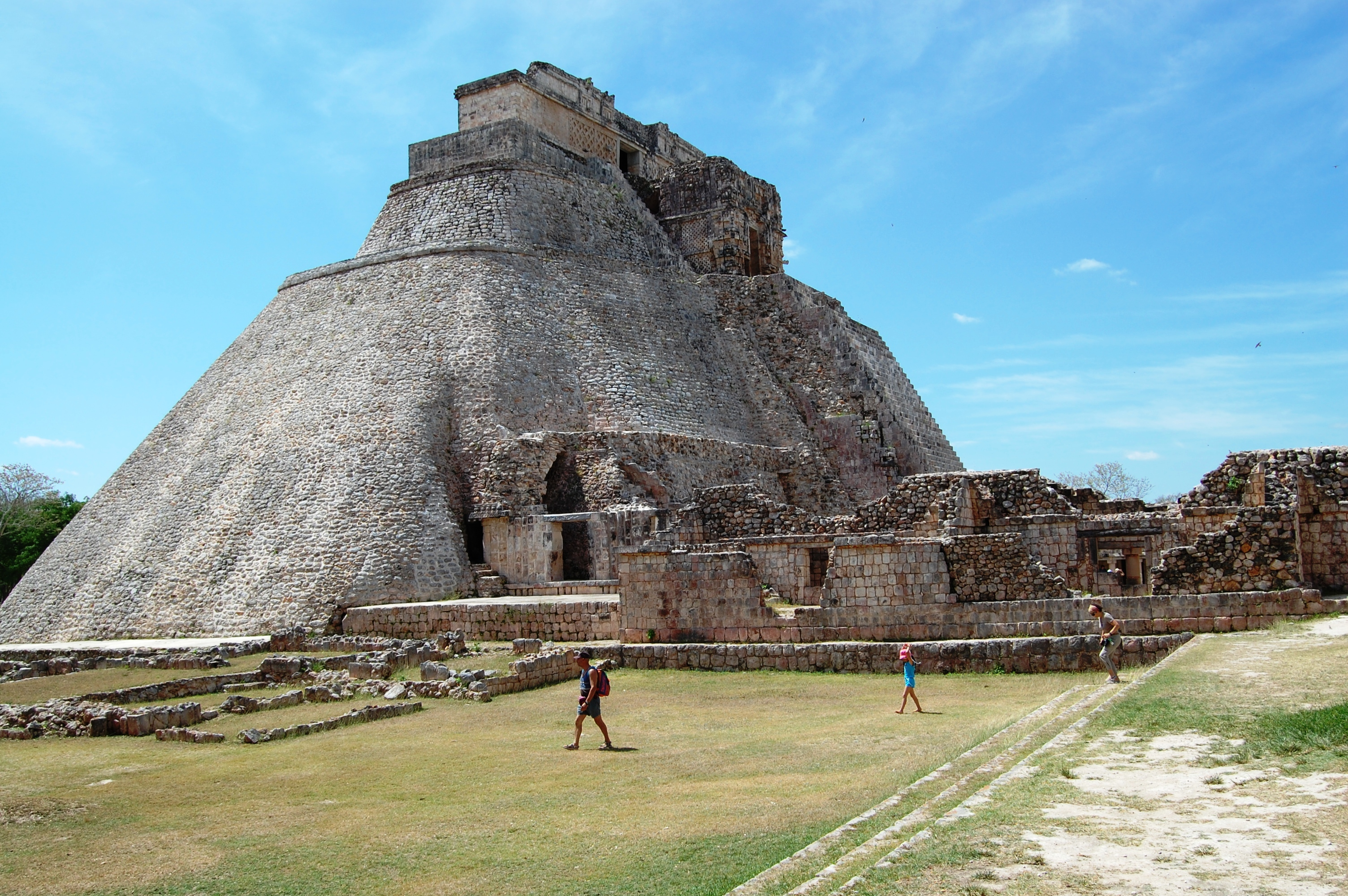
Nordwestansicht, vorne das Nordgebäude des Vogelplatzes
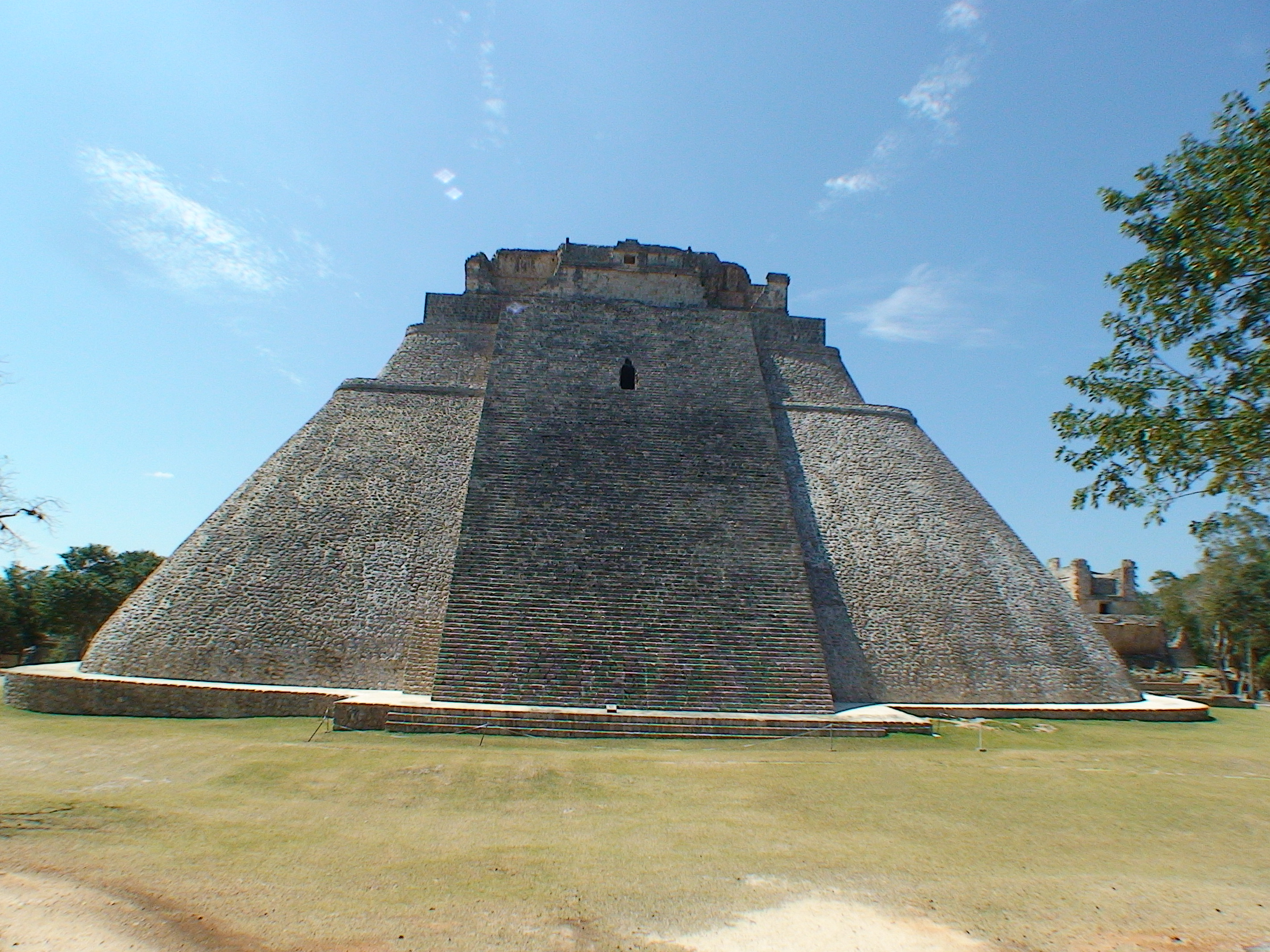
Ostansicht mit Treppe und Zugang zum Tempel II

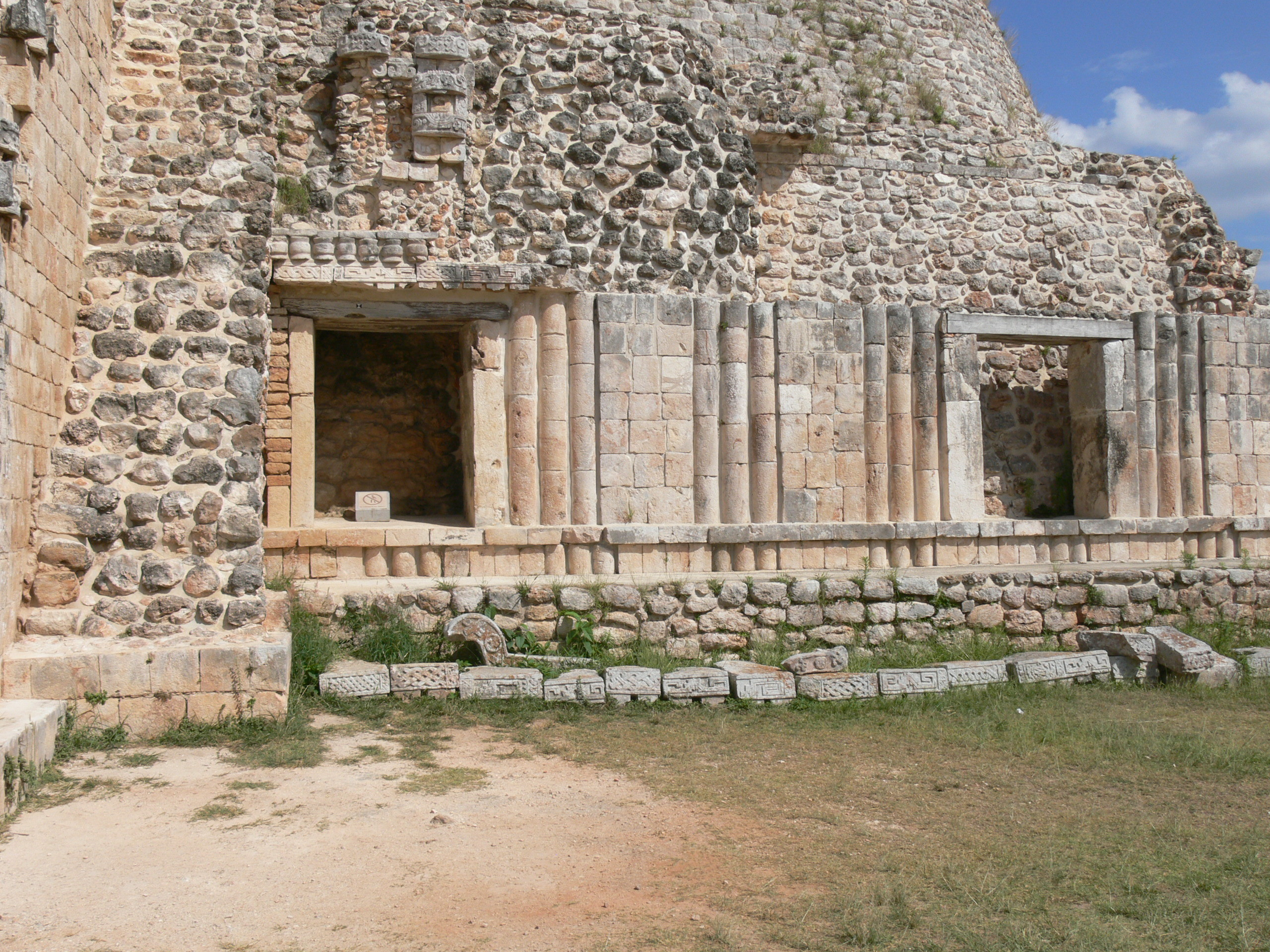
Türen der Adivino-Pyramide, Uxmal, Mexiko

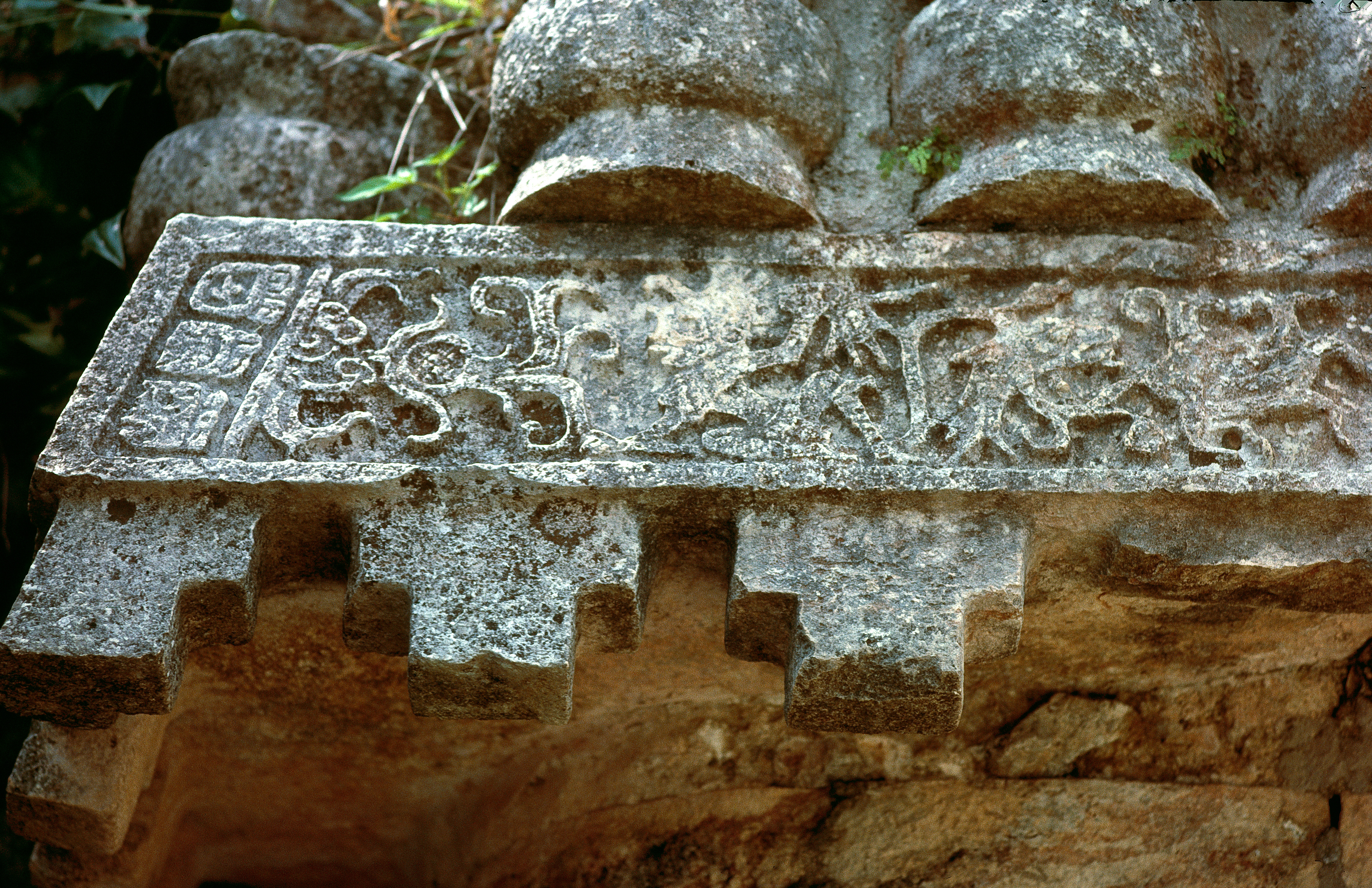
Detail Adivino-Pyramide, Uxmal, Mexiko

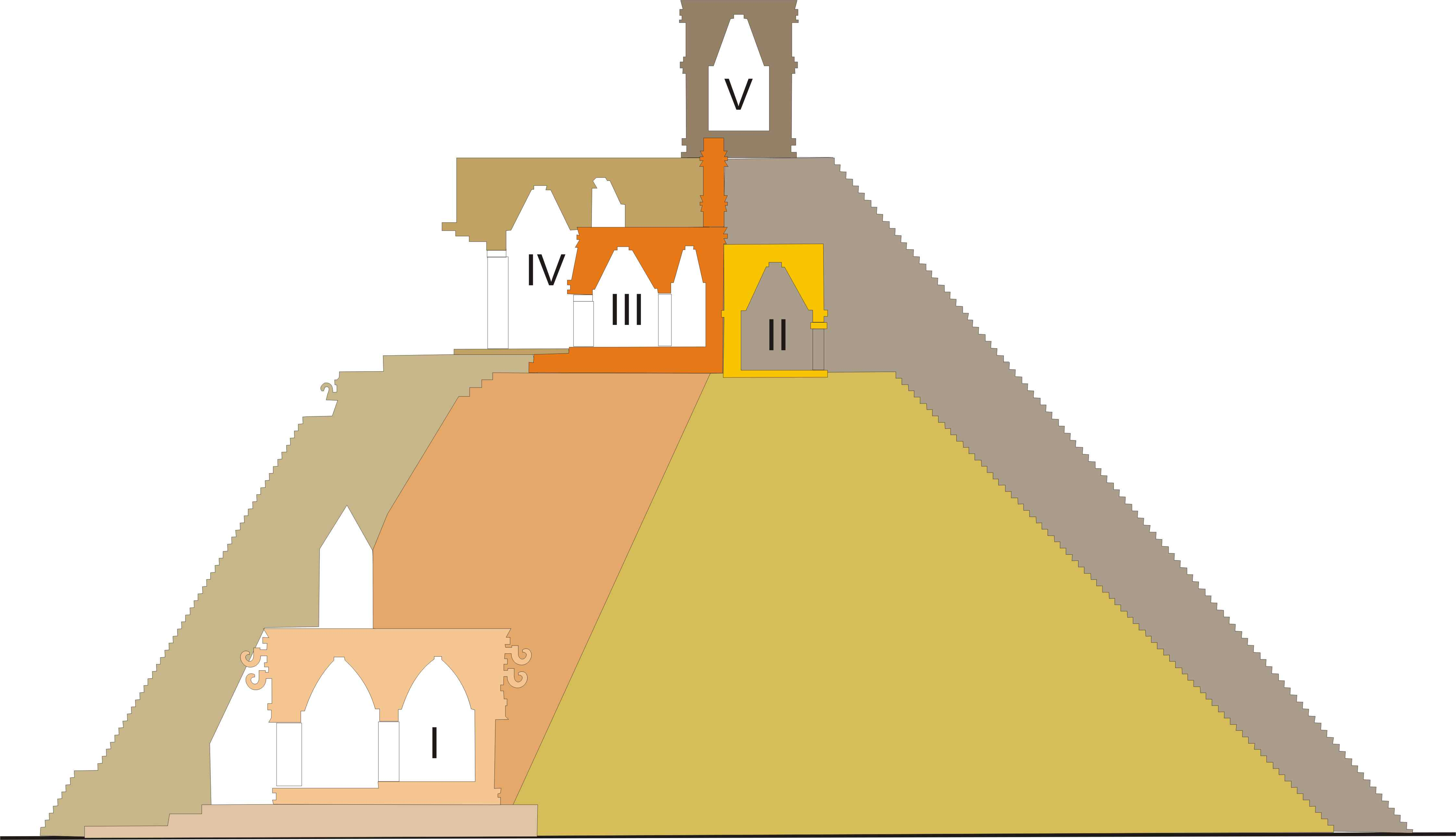
Schnitt der Adivino-Pyramide mit der Verteilung der verschiedenen Tempel

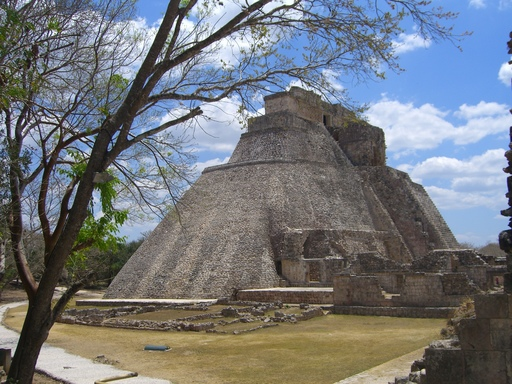
Adivino-Pyramide, Uxmal, Mexiko

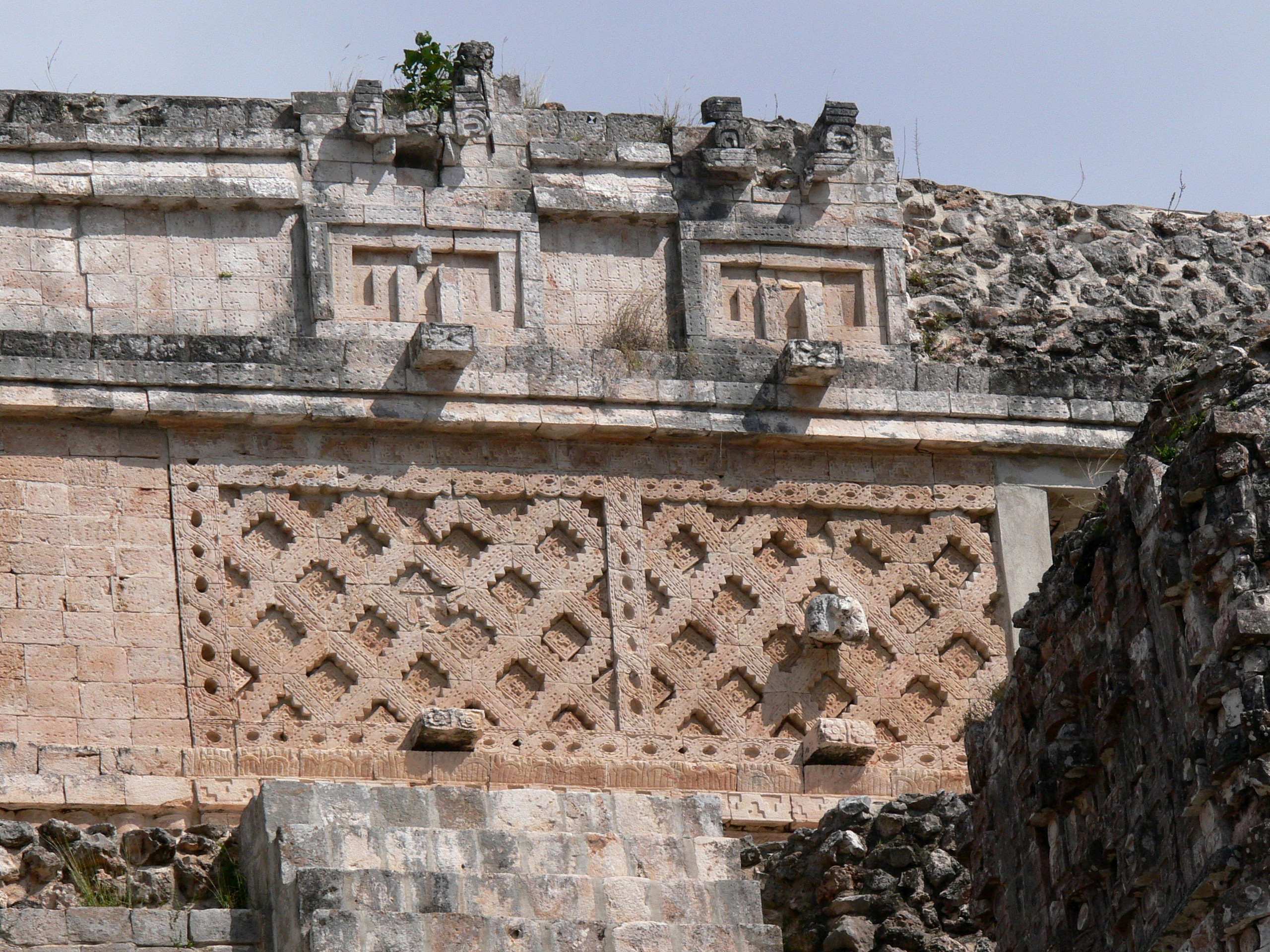
Ornamente am oberen Tempel der Pyramide

### Ausmaße
Die genaue Höhe der Adivino-Pyramide ist umstritten und wurde sowohl mit 131 Fuß (ca. 40 m) wie auch 90,5 Fuß (ca. 27,5 m) angegeben. Die anerkannte Höhe beträgt 115 Fuß (ca. 35 m). Das Fundament bemisst ungefähr 227 × 162 Fuß (ca. 69 × 49 m). Obwohl keine genauen Abmessungen vorliegen, ist die Pyramide das größte Bauwerk in Uxmal sowie eines der markantesten Maya-Bauwerke auf der Halbinsel Yucatán.

### Bauphasen
Der Bau der Pyramide wurde in über drei Jahrhunderten während des Endes der Klassik der Maya-Hochkultur in verschiedenen Phasen umgesetzt. Marta Foncerrada del Molina datiert in ihrem Buch Fechas de radiocarbono en el area Maya den Beginn der Bauarbeiten an der Adivino-Pyramide auf das 6. Jahrhundert, die sich periodisch bis ins 10. Jahrhundert fortsetzen: „Diese Einstufung bezieht sich auf die Radiokohlenstoffdatierung auf 560 n. Chr. (± 50 Jahre) für den unteren Westteil des Tempels wie auf Foncerradas stilistische Datierung für die inneren Tempel I und II“.
Insgesamt kann die Entstehung der Pyramide in mindestens fünf Bauphasen unterteilt werden, wobei die verschiedenen Bauteile traditionell als „Tempel“ bezeichnet werden, was jedoch nichts über deren eigentliche Funktion aussagt. Damit folgten die Mayas einer traditionellen Praxis in der Konstruktion der Pyramide: Sie erweiterten Schritt für Schritt die Ausmaße, indem sie auf bestehende Baustufen neue Bauabschnitte aufsetzten. So wie die Pyramide heute dasteht, ist sie das Ergebnis von fünf ineinander geschachtelten Tempeln. Teile des ersten Tempels sind sichtbar, wenn man die westliche Treppe hinaufsteigt. Der zweite und dritte Tempel können von der östlichen Treppe aus betreten werden – durch eine innenliegende Kammer auf der zweiten Ebene. Der dritte Tempel bildet vor dem vierten Tempel einen Narthex. Der vierte Tempel ist von der Westseite deutlich sichtbar. Wenn man die östliche Treppe bis ganz nach oben steigt, wird der fünfte Tempel sichtbar, der sich über dem zweiten und dritten Tempel befindet.

#### Tempel I
Der erste Tempel ist der älteste Bauteil und von der Westseite am Fuße der Pyramide sichtbar. Dieser Teil stammt ungefähr aus dem 6. Jahrhundert n. Chr. Dies lässt sich aus der Radiokohlenstoffdatierung und aus dem Datum über dem Türsturz schließen.
Der Tempel I war ursprünglich ein eigenständiges Gebäude. Er bildet die östliche Begrenzung des sogenannten „Vogelhofes“, dessen Randbebauung zu dieser Zeit jedoch noch nicht vollständig war. Die Treppe vom „Vogelhof“, die zum Tempel IV führt, geht über die Fassade des ersten Tempels hinweg. Damit überdeckt diese Treppe den Tempel I teilweise, so dass der Zugang zum Tempel I durch einen überwölbten Durchgang geschaffen wurde, der heute zugemauert ist.
Der erste Tempel ist typisch für den klassischen Puuc-Stil. Es besteht aus zwei parallelen Reihen von je fünf Räumen, wobei die östliche (hintere) Reihe durch die Räume der westlichen Reihe einst erschlossen wurde. Am Ende jeder Reihe befand sich ursprünglich ein quer verlaufender Raum. Der mittlere Eingang ist heute nicht mehr sichtbar. Einige dieser Räume wurden wahrscheinlich während der letzten Bauphase der Pyramide aus statischen Gründen mit Geröllstein-Mauerwerk verfüllt. Jede Tür hatte an den Ecken eingesetzte, dicke Ecksäulen sowie Türbalken, die aus je zwei Holzbalken bestanden. Jedoch sind diese Balken nur noch an einer Stelle erhalten. Bei einem der Balken wurde eine Radiokarbondatierung vorgenommen, die diesen auf 740–760 n. Chr. datiert (Labor-Nummer Hei 15505). Das Vertrauensintervall beträgt 1 Sigma, was bedeutet, dass der Baum mit einer 68 % Wahrscheinlichkeit in diesem Zeitraum gefällt wurde.

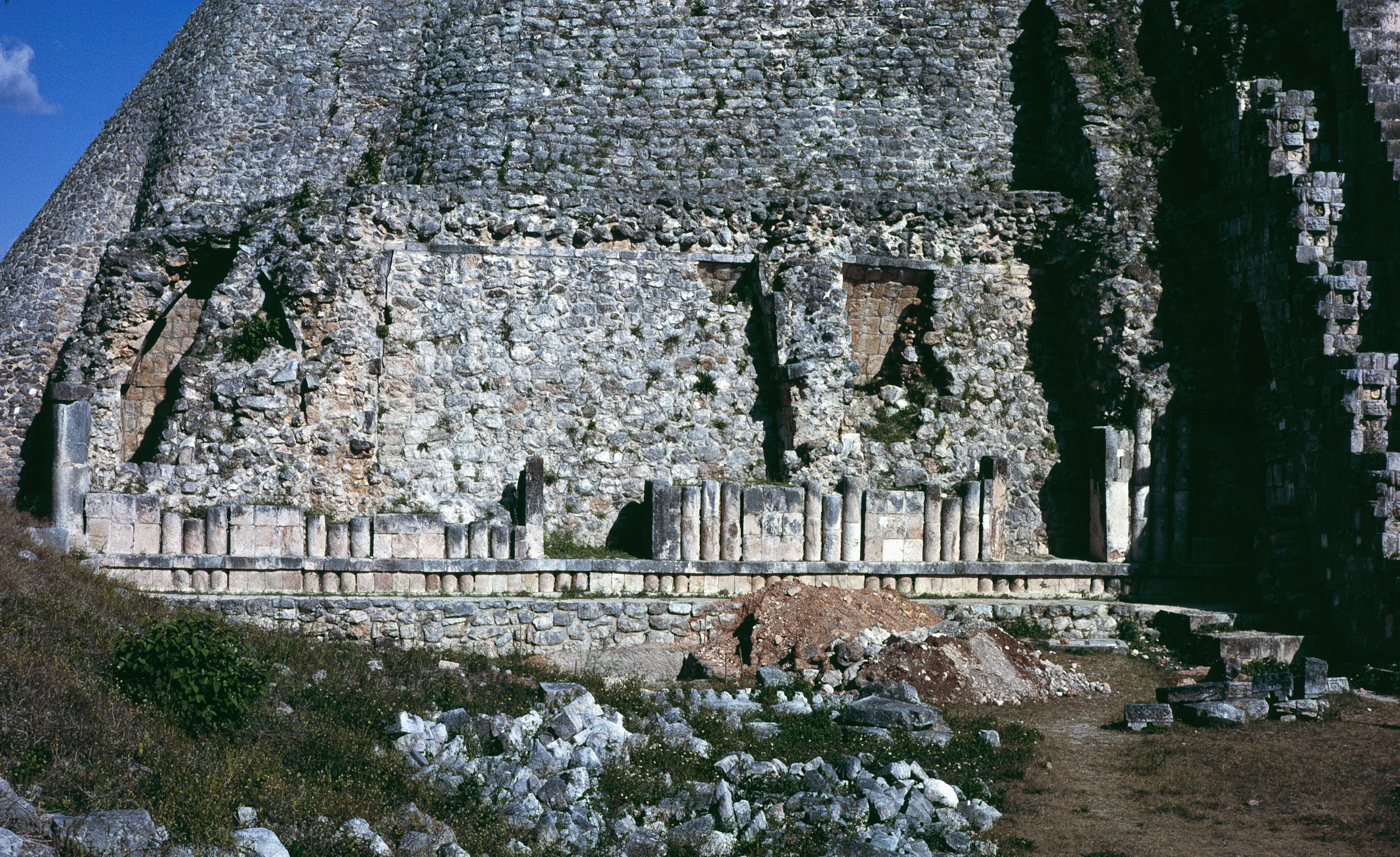
Tempel I – verfüllte Räume

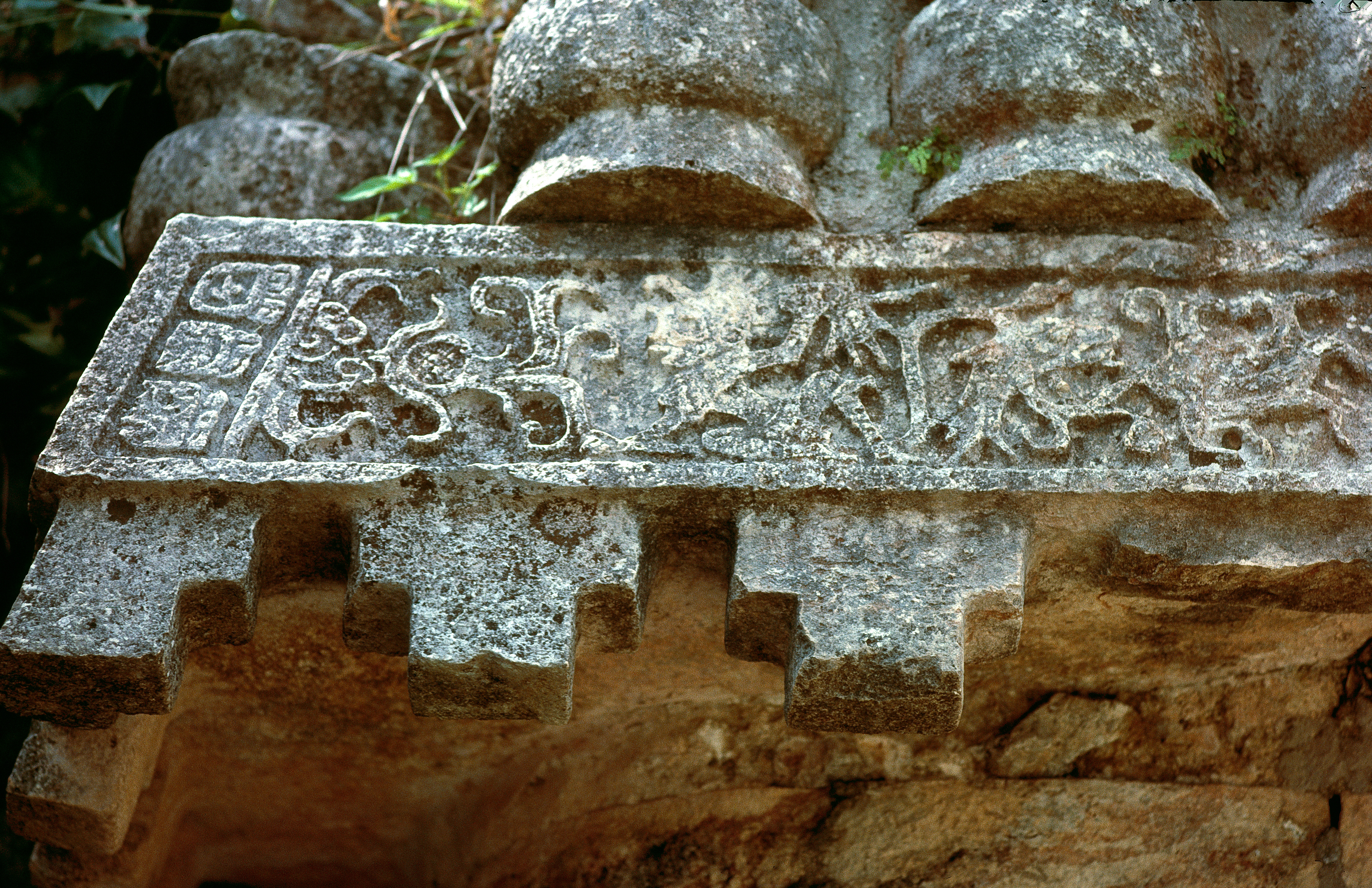
Fries mit Hieroglyphen und Reliefszene

Die Fassade des ersten Tempels ist mit Masken des Regengottes Chaac verziert, was charakteristisch für den Chenes- und den Puuc-Stil der Maya-Architektur ist, auch wenn die Masken zu einem späteren Zeitpunkt hinzugefügt wurden. Der Rest des Bauteils wird durch spätere Bauphasen des Pyramidenbaus verdeckt. Der Durchgang, der zu diesem Bauteil führte, wurde nach den heftigen Regenfällen des Hurrikan Gilbert (1988) gesperrt, um den Denkmalschutz bei diesem Gebäude sicherzustellen.
Die Fassadengestaltung setzt sich aus einem Sockel mit drei Elementen zusammen: Um das ganze Gebäude zieht sich eine Reihe niedriger kleiner Säulen, die sich mit glatten Flächen abwechseln und von zwei glatten Bändern eingefasst sind. Glatte Verkleidungssteine gestalten die untere Wandfläche. Die Bereiche zwischen den Türen sowie zwischen den Türen und Ecken haben je drei Felder, die mit jeweils drei kleinen Säulen ausgestaltet sind, die über die gesamte Höhe der unteren Wand verlaufen. Diese Säulenfelder unterscheiden sich von den kleinen Säulen des Sockels. Bemerkenswert ist das mittlere Gesims, dessen ungewöhnlich vielfältige und starke Dekoration auffällt. Es setzt sich aus übergroßen, monolithischen Bestandteilen zusammen, wobei die Schauseiten nach außen und unten vorkragen. Dabei wurde der untere Rand mit zapfenartigen, einfach gestuften Elementen geschmückt, die die Form des „ik“-Symbols haben. Dies gleicht in etwa einem „T“ mit drei gleich langen Balken. Die Schauseite ist reich verziert. Hier findet sich ein Flachrelief mit Fischen, Ranken, figürlichen Motiven, gekreuzten Langknochen, einzelnen kurzen Hieroglyphentexten sowie Flechtbändern. Oberhalb dieses untersten Elements befindet sich eine durchgehende Reihe von gekröpften kleinen Säulen. Darüber liegt ein weiteres Band. Dieses erinnert an flach liegende, kleine Säulen, die um ihren Umfang regelmäßige Einschnitte aufweisen.

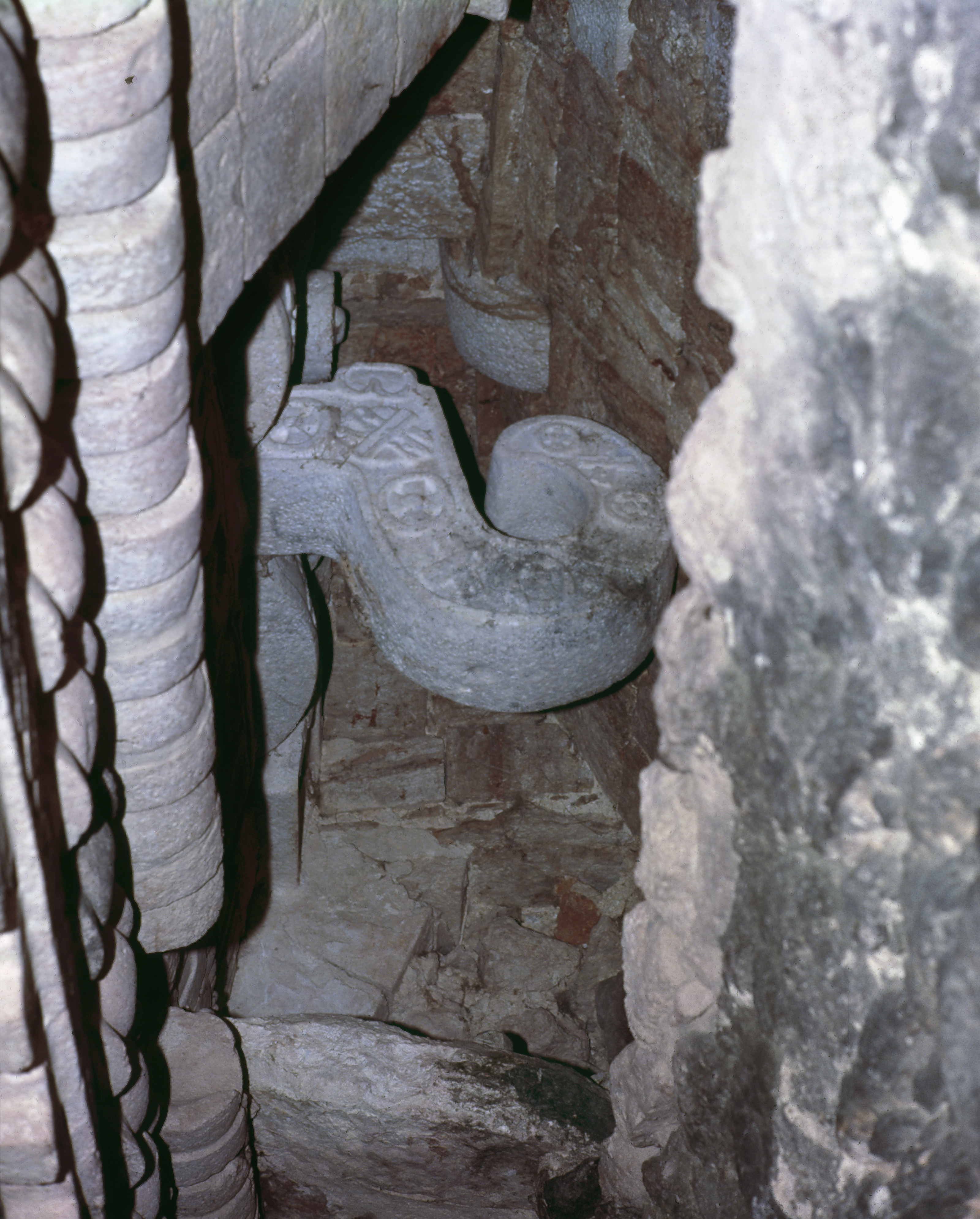
Rüsselmasken über dem zentralen Eingang unterhalb der (späteren) Treppe, heute nicht mehr sichtbar

Die darüber befindliche Wandfläche ist glatt und nur über den Eingängen mit doppelt übereinander gesetzten, großen Chaac-Masken unterbrochen. Über dem mittleren Eingang (er liegt unter einer später erbauten Treppe) befand sich eine vollplastische Darstellung der „Königin von Uxmal“ (Reina de Uxmal). Dabei handelt es sich tatsächlich um das Gesicht eines Priesters, das aus dem Rachen einer stilisierten Schlange herauskommt und teilweise tätowiert ist. Im Rahmen von Restaurierungsarbeiten wurde diese Skulptur entfernt. Darüber sind zwei sehr gut erhaltene, große Rüsselmasken, die aber seit den letzten Restaurierungsmaßnahmen nicht mehr besichtigt werden können, da der Durchgang aus Stabilitätsgründen geschlossen werden musste. Das obere Gesims ist heute nicht mehr in ursprünglicher Lagerung erhalten. Aus Elementen, die im Schutt gefunden wurden, schließt man, dass die Gestaltung des oberen Gesimses dem des mittleren Gesims geähnelt haben könnte.

#### Tempel II
Der Tempel II ist der zweite Bauabschnitt der Pyramide. Dieser Bauabschnitt war zugleich der erste Schritt hin zur eigentlichen Pyramide. Der zweite Tempel kann durch eine Öffnung im oberen Teil der östlichen Treppe betreten werden. Dieser Tempel ist nur teilweise freigelegt. Seine Hauptkammer wird von Säulen und einen Dachkamm getragen, der nur durch einen Schlitz im Boden des darüber liegenden Tempels V sichtbar ist.
Seinen Mittelpunkt hat dieser Tempel etwas östlich der Rückfassade des Tempels I. Diese überdeckt der Tempel II teilweise mit einer Gesamthöhe von 22 Metern. Aus statischen Gründen wurden die hinteren Räume des Tempels II zum Teil mit Steinmauerwerk verfüllt. Diese erste Pyramide hatte eine Plattform mit einem nach Osten ausgerichteten Gebäude, dessen Portikus wahrscheinlich von acht Säulen getragen wurde. Die Anzahl der Säulen kann nur geschätzt werden, da die Ausgrabung nicht bis zu den Enden des Gebäudes ausgeführt wurde. Später wurde der längliche Raum des Portikus durch zwei Quermauern in drei Räume unterteilt. Diese Quermauern schlossen jeweils eine der oben genannten Säulen ein und erhielten dadurch den Charakter von Eingängen, die von je zwei Säulen getragen wurden.

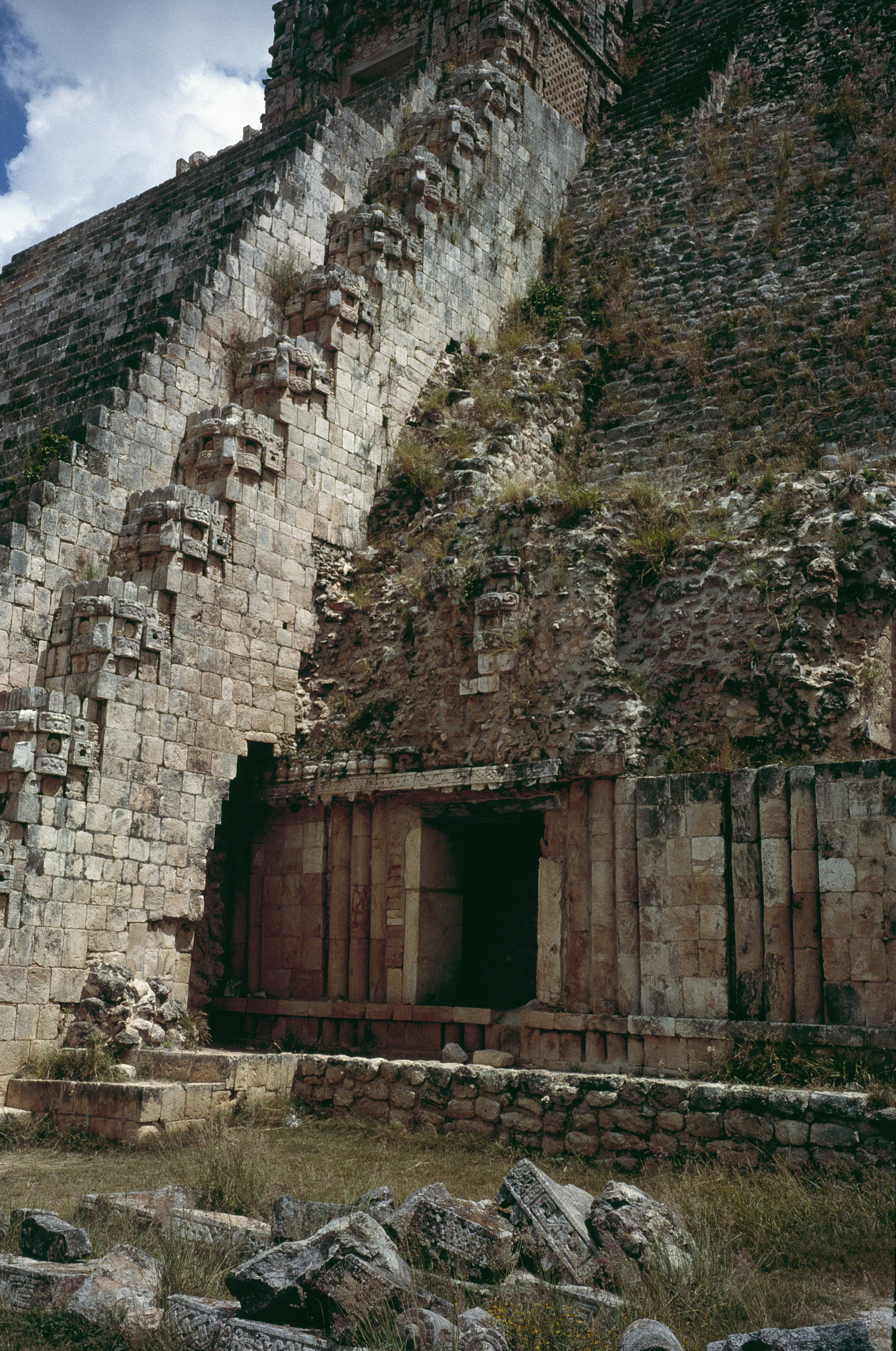
Reste der Treppe zu Tempel III rechts neben der späteren Treppe zu Tempel IV, unten Tempel I

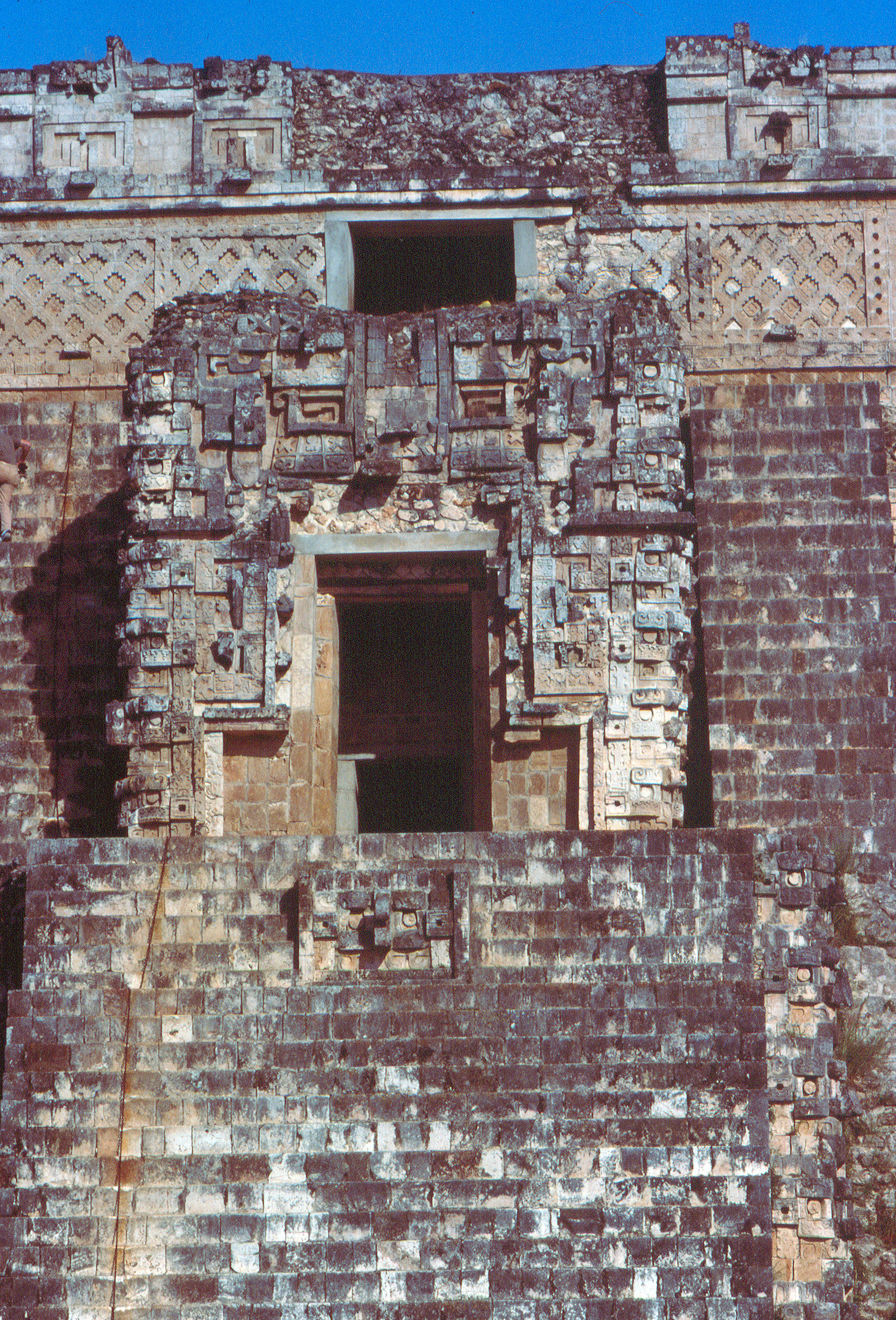
Tempel IV, Zugang und Fassade von Westen

#### Tempel III
Der Tempel III ist nach Westen ausgerichtet und wurde an die Rückseite des Tempels II gebaut. Er ist von außen nicht sichtbar und besteht aus einer Vorkammer und einem kleinen Schrein, die hintereinander liegen. Seine Fassade verfügt über ein zweigliedriges mittleres Gesims und ein dreigliedriges oberes Gesims im Puuc-Stil. Die obere Wandhälfte des Tempels neigt sich nach innen. Hier finden sich – wie beim oberen Gesims – Steinzapfen, die einst zur Befestigung einer Stuckdekoration dienten, die heute nicht mehr erhalten ist.
Zum Tempel III führt eine Treppe, die heute kaum mehr zu erkennen ist. Beim Bau des darüber liegenden Tempels V mussten der hintere Raum sowie die rückwärtige Hälfte des davor liegenden Raumes zur Verbesserung der Statik zugemauert werden. Spätere Bauten führten dazu, dass der Tempel III schließlich vollständig überdeckt wurde und heute nur noch von der Mitte der Osttreppe durch einen modernen Tunnel erreichbar ist.

#### Tempel IV
Der Tempel IV wird von der Westseite aus betreten und ist am reichsten ausgeschmückt. Er wurde im Chenes-Stil bzw. Puuc-Stil erbaut. Die Fassade dieses Bauwerks ist vollkommen mit Masken des Regengottes Chaac und einer Gitterornamentik bedeckt. Der Eingang im Stil der Chenes-Drachenmaul-Eingänge repräsentiert die Maske des Chaac, die normalerweise im Chenes- und Río-Bec-Gebiet zu finden sind. Hier fungiert die Kinnlade des Chaac als Tür. Insgesamt sind die beiden oberen Tempel besonders stark durch den Chenes-Stil geprägt. Der Innenraum des vierten Tempels ist verhältnismäßig hoch. Hier liegt der Ansatz des Gewölbes bei über 4 Metern. Zwei Holzbalken trugen den Eingang.
Der Tempel IV wurde um und über den Tempel III herumgebaut. Er erweitert damit den Tempel III nach vorne. Erreicht wird der Eingang zum Tempel IV über eine Treppe vom Vogelhof. Diese Treppe hat an ihren Rändern eine Kette von Masken des Regengottes Chaac.

#### Tempel V
Der Tempel V (auch: Haus des Zauberers, Haus des Wahrsagers) entstand in der letzten Bauphase der Pyramide im Chenes-Stil. Dieses Bauwerk sitzt auf der Pyramide und stammt aus dem 9. Jahrhundert. Es ist damit das jüngste und am höchsten gelegene Gebäude der Pyramide. Es verfügt auch über Gitter-Ornamentik und besteht aus drei schmalen Räumen, die in Nord-Süd-Richtung ausgerichtet sind.
Der Tempel V liegt direkt über dem Tempel II auf Höhe der Oberkante seines Dachkamms. Dieser wurde nach Ausgrabungen durch eine Falltür sichtbar. Für den Tempel V wurde eine neue, steilere Treppe an der Ostseite angelegt, die den Tempel II vollkommen überdeckt. Darüber hinaus wurden an der Westseite zwei weitere Treppen angelegt, die am Tempel V vorbeiführen. Damit wendet sich dieses Gebäude mit Treppen auf beiden Seiten den beiden Hauptseiten der Pyramide gleichzeitig zu: Der Eingang des mittleren Raums ist nach Westen ausgerichtet. Die beiden Räume am südlichen bzw. nördlichen Ende haben ihre Eingänge nach Osten. Davor liegt eine schmale Plattform, die durch die breite Treppe auf der Ostseite erschlossen wird.

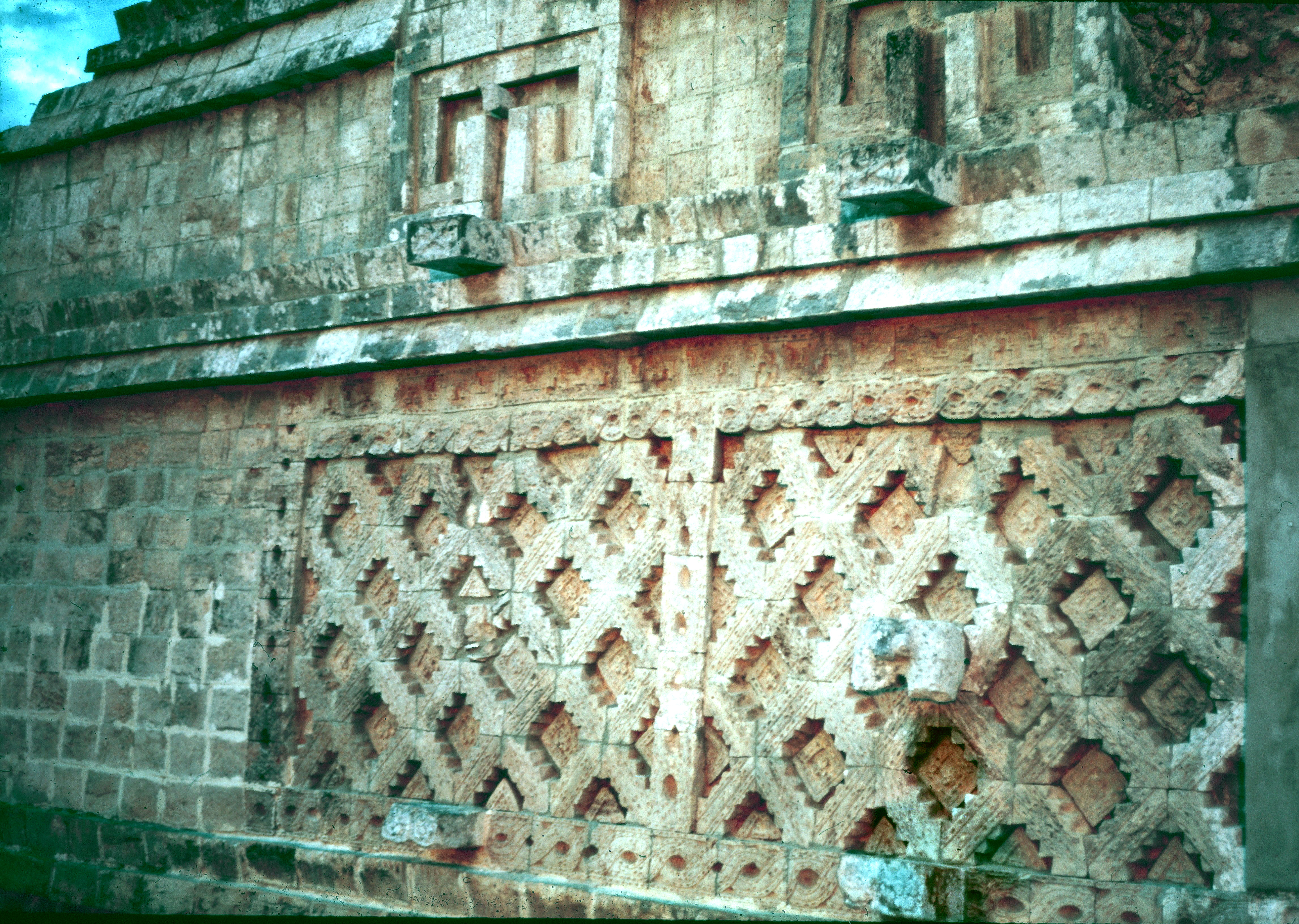
Tempel V, Westfassade

Die Westseiten-Fassade fußt auf einem Sockel, auf dem zwei glatte Bänder den Rahmen für ein eingesenktes Band aus kleinen Säulen bilden. Die untere Wandfläche der Westfassade hat auf beiden Seiten des Eingangs zwei Felder mit schräg überkreuz gesetzten gezähnten Steinen (chimez). In deren Mitte war je eine vollplastische Figur aus Stein befestigt, von der heute jedoch nur noch Reste zu finden sind. Die seitlich anschließenden Wandflächen sind glatt gestaltet.

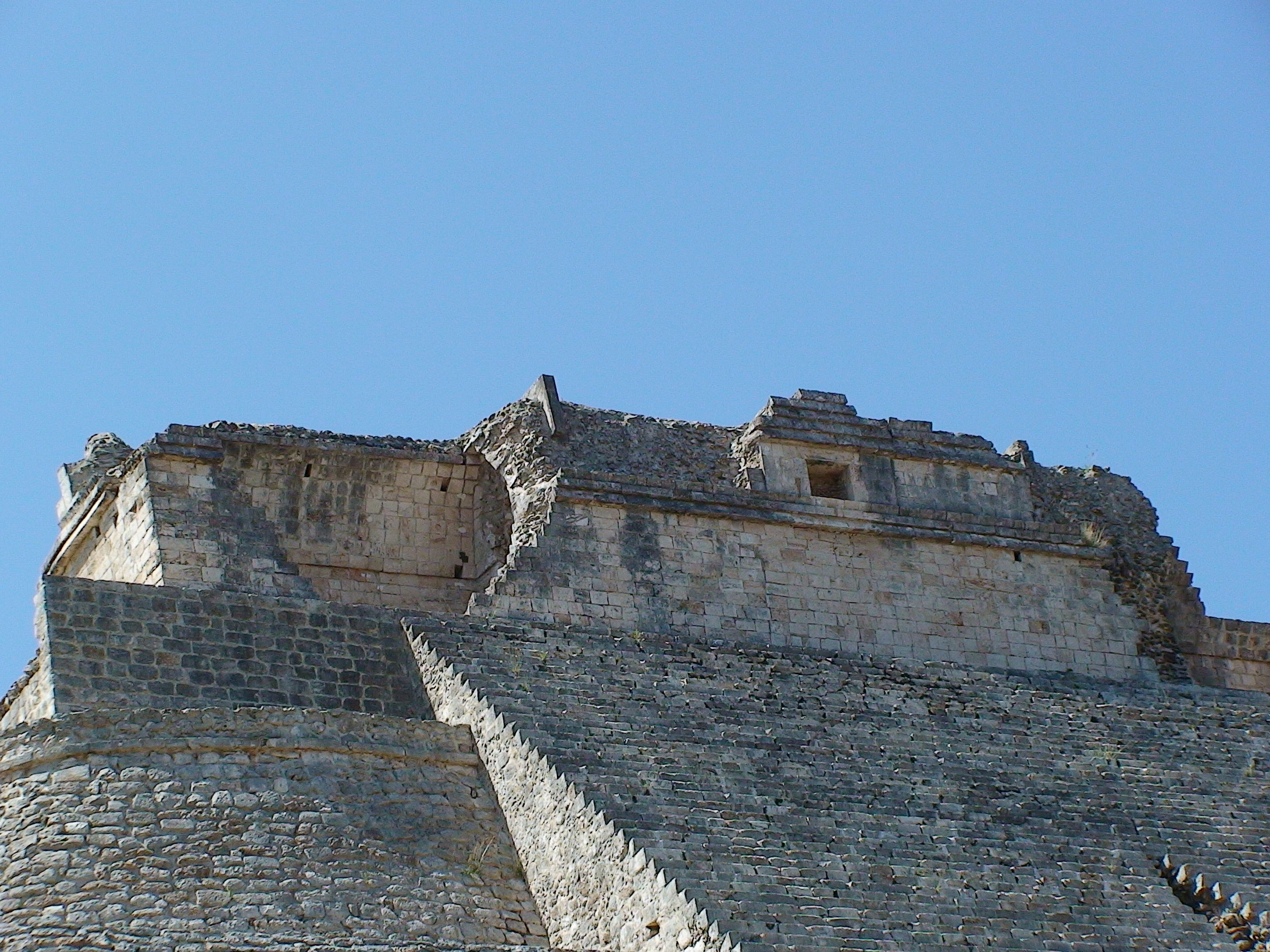
Tempel V, Ostfassade

Beim mittleren Gesims ist ein vorstehendes, glattes Band von zwei schräg nach außen vorragenden Bändern eingerahmt. Dabei verfügt die obere Wandfläche über vier einzeln stehende Mäander, vor denen ein rechteckiger Zapfen aus der Mauer hervorragt, auf dem wahrscheinlich einst eine Figur stand. Das obere Gesims entspricht dem mittleren und ist lediglich etwas höher angesiedelt.
Die Ostfassade ist deutlich weniger verziert. Die glatte, untere Wandhälfte ist durch das übliche dreibändrige Gesims von der oberen Wandhälfte abgeteilt. Die obere Wandfläche ist stark zerstört. Dennoch ist in der Verlängerung der Mittellinie der Osttreppe noch ein plastisches Abbild eines traditionellen Hauses mit Palmblattdach erhalten.
Seit die Pyramide durch einen Hurrikan beschädigt wurde, ist deren Besteigen aus statischen Gründen nicht mehr erlaubt. Heute ist nur der unterste Gebäudeteil für Besucher geöffnet.

#### Treppen
Es gibt zwei Treppen die zur Spitze der Pyramide führen, beide mit einer Steigung von 60 Grad. Die östliche Treppe ist die breitere der beiden Treppen, die vom Fundament aus bis zum oberen Tempel führt. In der Nähe des oberen Endes der östlichen Treppe befindet sich ein kleiner, innenliegender Tempel, der die Treppe teilt.
Die westliche Treppe überblickt das „Nonnenviereck“ und ist im Vergleich zur Ostseite reich verziert. Entlang beider Seiten dieser schmaleren Treppe finden sich Bilder des hakennasigen Regengottes Chaac. Anbeter, die über diese Treppe auf dem Weg zu den oberen Tempel waren, erklommen damit zeremoniell die „Treppe der Götter“ bis zur Opferstätte.

### Architekturstile
Die frühen Phasen der Adivino-Pyramide wurden im Puuc-Stil erbaut; d. h. eher kahl im unteren Bereich und reich geschmückt in den oberen Bereichen. Die frühe Puuc-Architektur schließt Dachfirste, schräge Friese und ein Fehlen von Mosaiken ein. Später wurden im Puuc-Stil Kalksteine beim Bau eingesetzt – oft mit glatt gestalteten Wänden, Stuckarbeiten, Masken und anderen Repräsentationen des Regengottes Chaac und der Formgestaltung entlang horizontaler Linien. Die Seiten der Pyramide waren wohl einst mit Stuckarbeiten in unterschiedlichen Farben verziert, wobei jede Farbe eine Himmelsrichtung symbolisierte.
Der Chenes-Stil bestimmte überwiegend die späte Klassik der Maya-Architektur mit dessen Eingängen, die von einer einzigen, großen Maske gestaltet waren, die dem Eingang als offenes Maul darstellten. Die Fassaden der Mehrkammerbauten sind hierbei oft in drei Teile untergliedert – mit dem mittleren Bereich, der entweder vorspringend oder zurückweichend vom Rest der Fassade positioniert ist. Die Kammern sind üblicherweise mit Chaac-Masken verziert. Merkmale des Chenes-Stil finden sich durchgehend in den oberen Tempeln der Pyramide.

## Tourismus

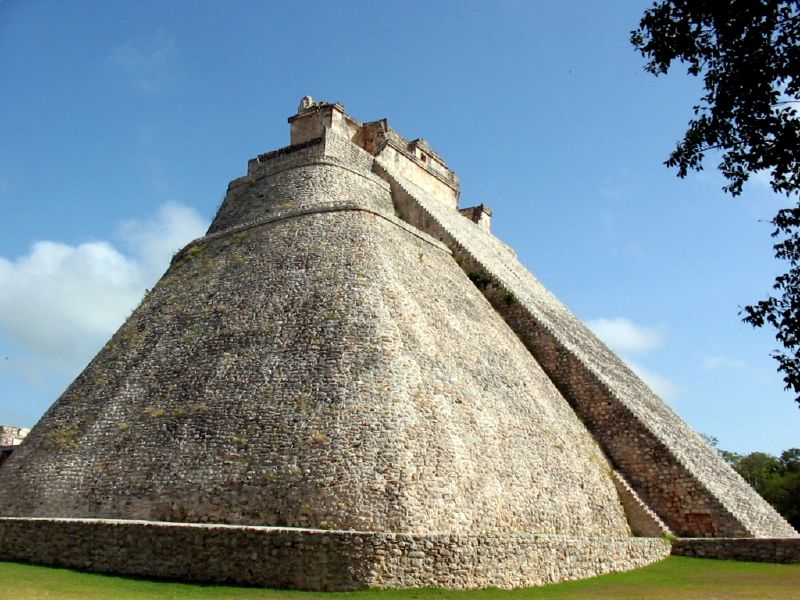
Adivino-Pyramide, Uxmal, Mexiko

Die Adivino-Pyramide ist die größte touristische Attraktion von Uxmal. In der Nähe des Eingangs finden sich heute vor der Pyramide eine Cafeteria, ein Souvenirladen und Toiletten neben einem kleinen Museum und einem Vortragsraum. Das Gelände ist von 8 Uhr morgens bis 17 Uhr geöffnet – mit einer vertonten Lightshow am Abend in Englisch und Spanisch, wobei die Adivino-Pyramide der Schwerpunkt der Show ist.

## Legenden

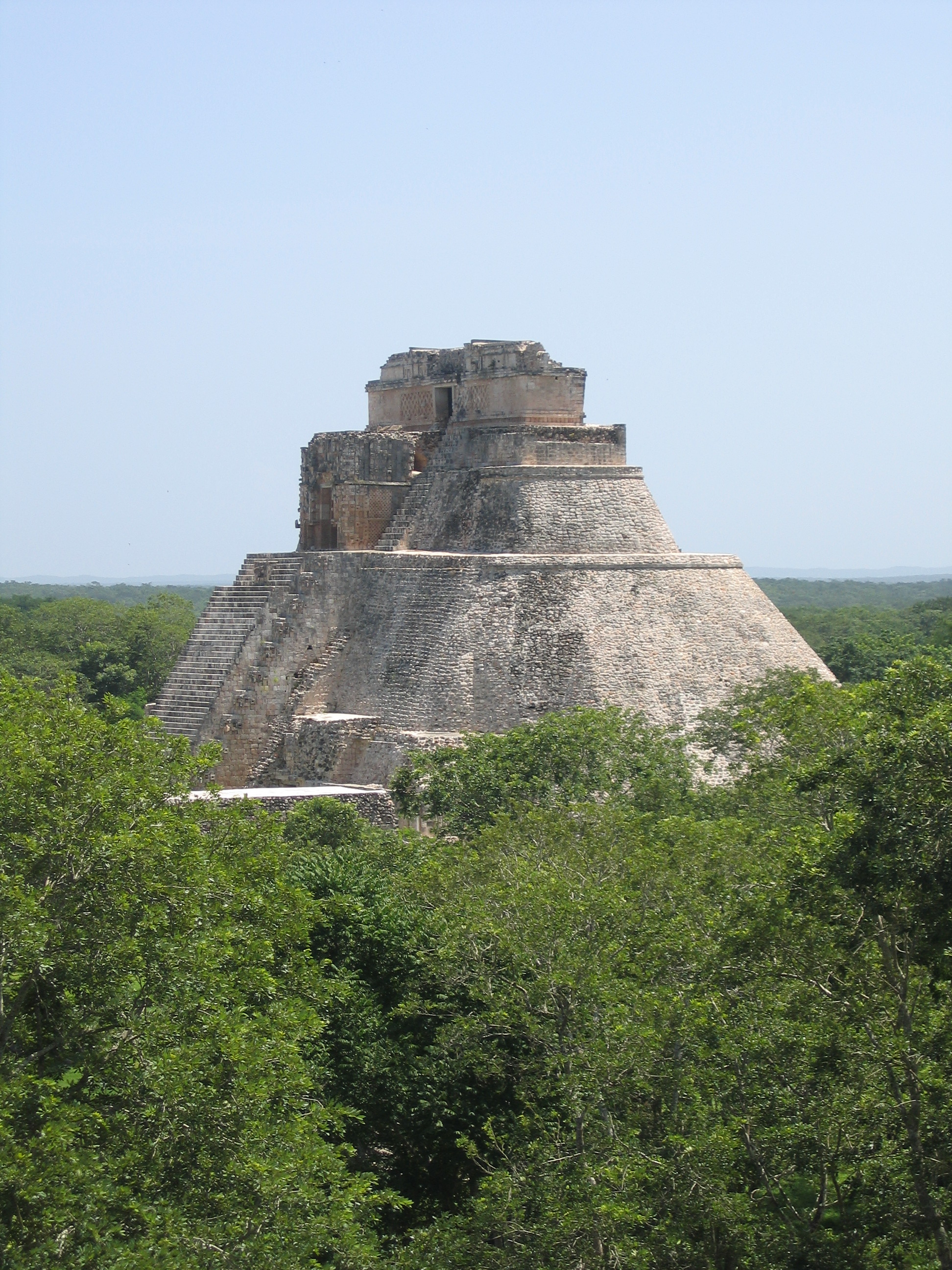
Adivino-Pyramide, Uxmal, Mexiko

Der Name Pyramide des Zauberers der Adivino-Pyramide leitet sich von einer Maya-Legende ab. Es ist unbekannt wie alt dieser Mythos ist und wie der präkolumbische Name des Bauwerks war. Die Legende taucht in verschiedenen Schriften auf, die sich mit dem Bau der Pyramide beschäftigen. Einer dieser Aufzeichnungen zufolge soll der Schöpfergott Itzamná die Pyramide mit seiner Macht und Zauberei in einer Nacht ganz alleine erbaut haben.
Einer anderen Erzählung zufolge war Uxmal dazu verdammt, an einen Jungen zu fallen, der von keiner Frau geboren wurde, wenn ein bestimmter Gong geschlagen wurde. Dieser Gong wurde eines Tages von einem Zwergen geschlagen, der von keiner Frau auf die Welt gebracht wurde, sondern einem Ei entschlüpfte, das von einer kinderlosen Frau ausgebrütet wurde – dem Touristenführer von Uxmal zufolge war es das Ei eines Leguans und die Frau war eine Hexe. Der Klang des Gongschlags jagte den Führern der Stadt Angst ein, so dass verfügt wurde, dass der Zwerg hingerichtet werden sollte. Sie wollten aber das Leben des Zwergs verschonen, wenn er drei scheinbar unmögliche Aufgaben bewältigen sollte. Eine dieser Aufgaben war es, in einer Nacht eine gewaltige Pyramide zu erbauen, die größer als jedes andere Gebäude der Stadt sein sollte. Schließlich erledigte der Zwerg alle Aufgaben – einschließlich des Pyramidenbaus. So wurde der Zwerg zum neuen Führer von Uxmal ernannt und das Bauwerk ihm gewidmet. Daher heißt die Pyramide auch Pyramide des Zwerges.
Eine etwas andere Version dieser Sage wird von Hans Li im Buch „The Ancient Ones“ erzählt: Hiernach wurde diese Tempelpyramide von einem mächtigen Zwergenzauberer, der von seiner Mutter in einem Ei ausgebrütet wurde, erbaut. Unter der Drohung eines Königs von Uxmal wurde er dazu gezwungen, diesen Tempel innerhalb von 14 Tagen zu errichten oder sonst sein Leben zu verlieren.
In anderen Überlieferten Fassungen wird die alte Frau als Hexe oder Zauberin dargestellt und der Zwerg ist ein Junge, der auf magische Weise übernacht erwachsen wird.
Die „offizielle“ Legende wurde John Lloyd Stephens 1840 von einem ortsansässigen Ureinwohner der Maya folgendermaßen erzählt:

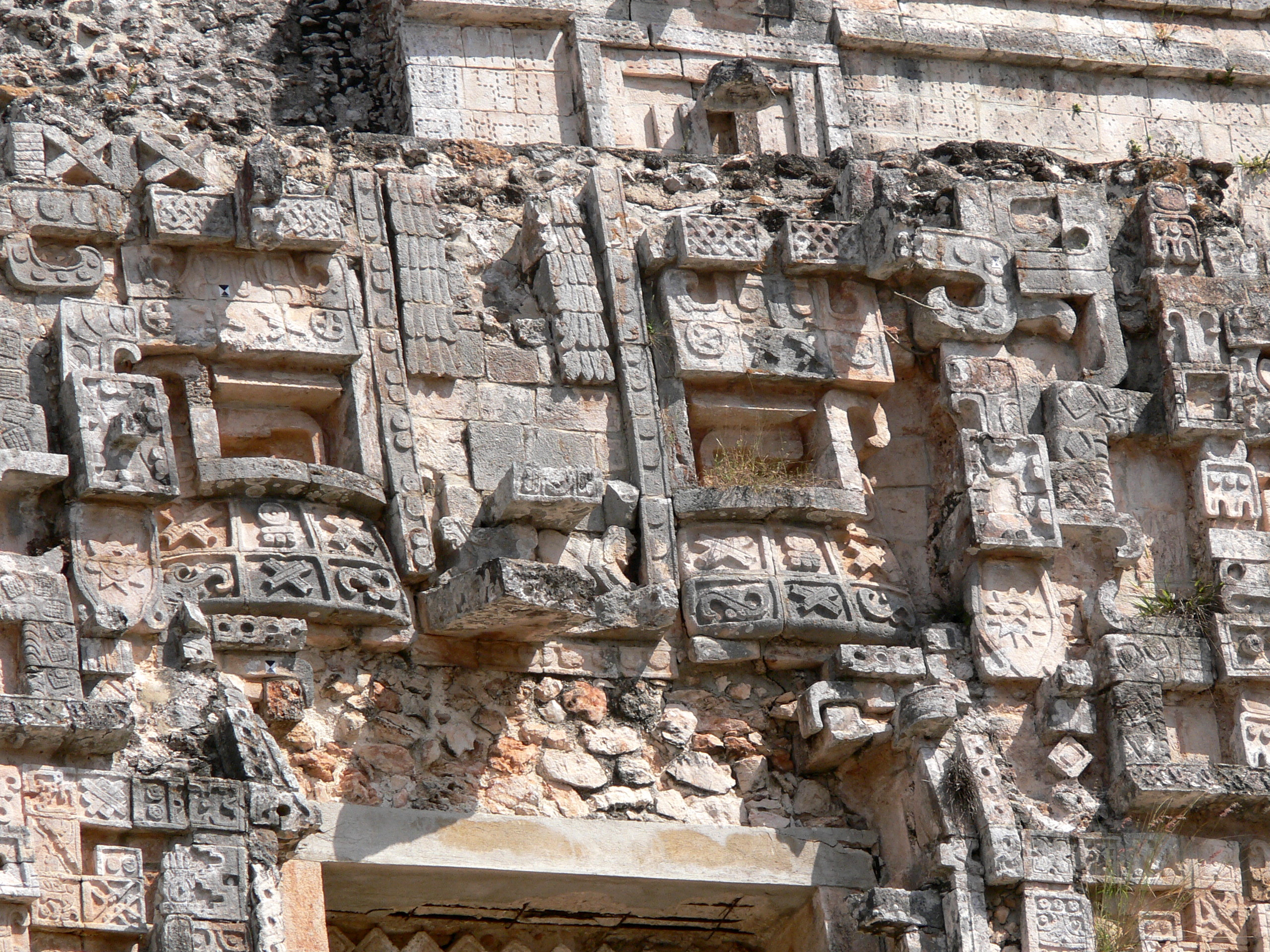
Ornamente am oberen Tempel der Adivino-Pyramide

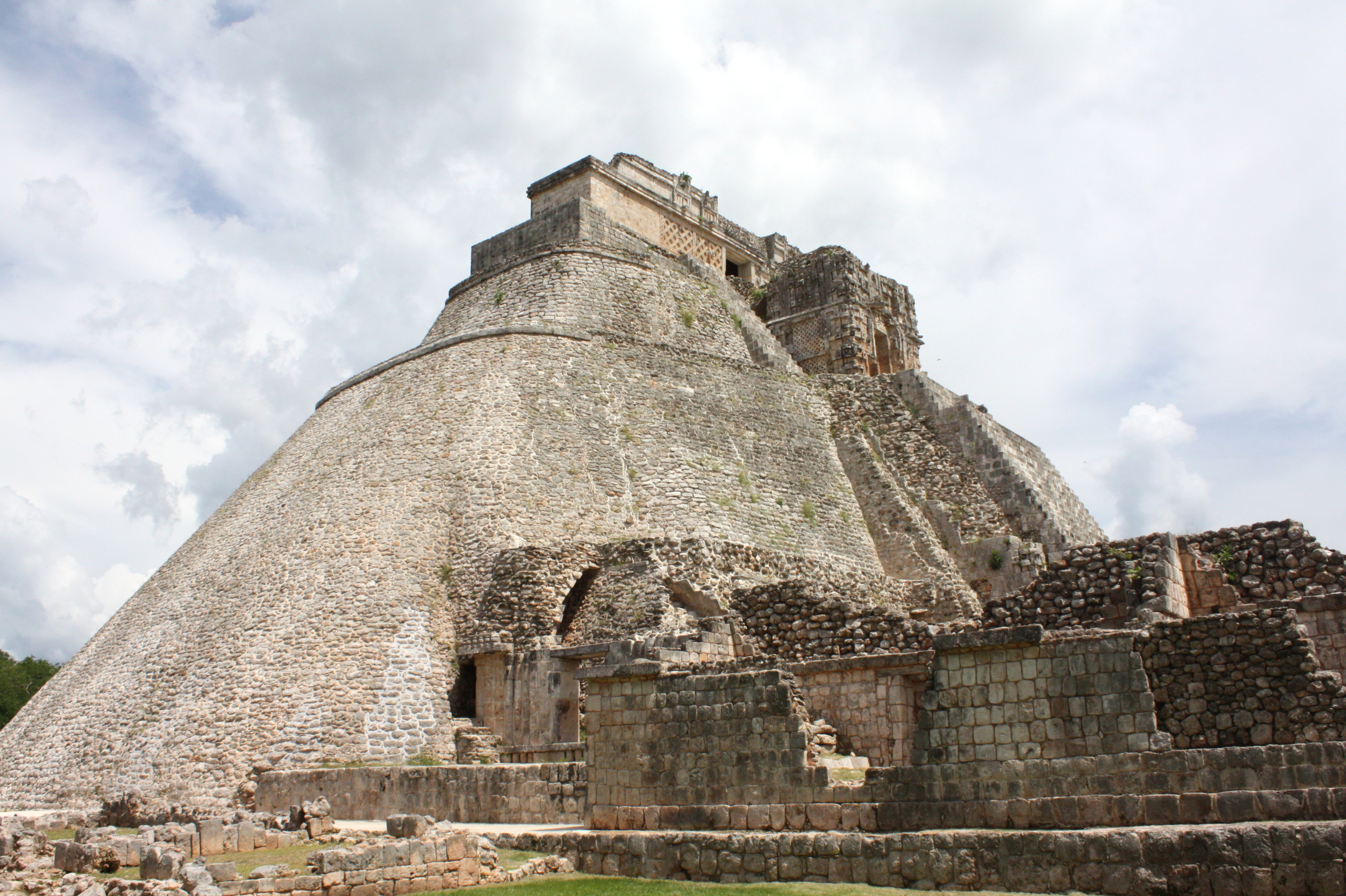
Adivino-Pyramide

Es gab eine alte Frau, die in einer Hütte lebte, die sich genau dort befand, wo die Pyramide heute steht. Diese alte Frau war eine Hexe, die eines Tages anfing, Trauer zu tragen, da sie keine Kinder hatte. Eines Tags nahm sie ein Ei und wickelte es in Tücher ein und legte es in eine Ecke ihrer kleinen Hütte. Jeden Tag schaute sie nach dem Ei, bis es eines Tages schlüpfte und ein kleines Wesen, das einem Baby sehr ähnelte, aus dem verzauberten Ei kam.
Die alte Frau war hocherfreut und nahm das Baby als ihren Sohn an. Sie besorgte eine Amme und kümmerte sich gut, so dass das Wesen innerhalb eines Jahres sich wie ein Mensch verhielt und sprach. Nach diesem Jahr wuchs es nicht mehr weiter und die alte Frau war sehr stolz auf ihren Sohn und sagte ihm, dass er eines Tages ein großer Herrscher oder König sein würde.
Eines Tages sagte sie ihrem Sohn, er solle zum Haus des Statthalters gehen und den König zu einer Kraftprobe herausfordern. Der Zwerg wollte zunächst nicht hingehen, doch die alte Frau bestand darauf und so ging er hin, um den König zu treffen. Die Wächter ließen in eintreten und er forderte den König heraus. Der König lächelte und sagte dem Zwerg er solle einen Stein heben der drei Arrobas wiege (ca. 34kg). Daraufhin weinte der Zwerg und rannte zu seiner Mutter zurück. Die Hexe war weise und sagte ihrem Sohn, dass er dem König sagen solle, dass wenn der König den Stein zuerst heben würde, würde auch er ihn heben. Der Zwerg ging zum König zurück und sagte ihm, was seine Mutter ihm aufgetragen hatte. Der König hob den Stein und der Zwerg tat dasselbe. Der König war beeindruckt und etwas nervös und stellte den Zwerg mit weiteren großen Kraftleistungen für den Rest des Tages auf die Probe. Jedes Mal, wenn der König seine Kraft unter Beweis stellte, gelang es dem Zwerg, es ihm gleichzutun.
Der König wurde wütend, dass ein Zwerg genauso stark war wie er und sagte dem Zwerg, dass dieser in einer Nacht ein Haus bauen müsse, größer als jedes andere Haus in der Stadt oder er würde hingerichtet werden. Der Zwerg kehrte wieder weinend zu seiner Mutter zurück, die ihm sagte, dass er die Hoffnung nicht aufgeben solle und dass er sofort zu Bett gehen solle. Am nächsten Morgen erblickte die Stadt die Pyramide des Zwergs im fertigen Zustand - höher als jedes andere Gebäude der Stadt.
Der König sah das Bauwerk von seinem Palast aus und war wieder wütend. Er rief den Zwerg zu sich und befahl eine letzte Kraftprobe. Der Zwerg solle zwei Bündel Cogoilholz sammeln, ein sehr starkes und schweres Holz, und der König würde das Holz auf dem Kopf des Zwergs entzwei brechen und danach wäre der Zwerg an der Reihe, um das Holz auf dem Kopf des Königs entzwei zu brechen.
Der Zwerg rannte hilfesuchend zu seiner Mutter. Sie sagte ihm, dass er sich nicht sorgen solle und legte eine verzauberte Tortilla als Schutz auf seinen Kopf. Die Kraftprobe wurde vor den Stadtoberen ausgetragen. Der König brach das ganze Bündel Stock für Stock auf dem Kopf der Zwergs entzwei, ohne ihn zu verletzen und versuchte, sich aus der Kraftprobe zurückzuziehen. Jedoch wusste er, dass er vor den versammelten Stadtoberen keine andere Wahl hatte, als weiterzumachen und den Zwerg an die Reihe zu lassen.
Der zweite Stock aus dem Bündel des Zwergs brach den Schädel des Königs in Stücke und dieser fiel tot zu den Füßen des Zwerges, der als neuer König gefeiert wurde. Edward Ranney. Stonework of the Maya. Albuquerque: University of New Mexico Press, 1974, S. 80–81

## Zitate

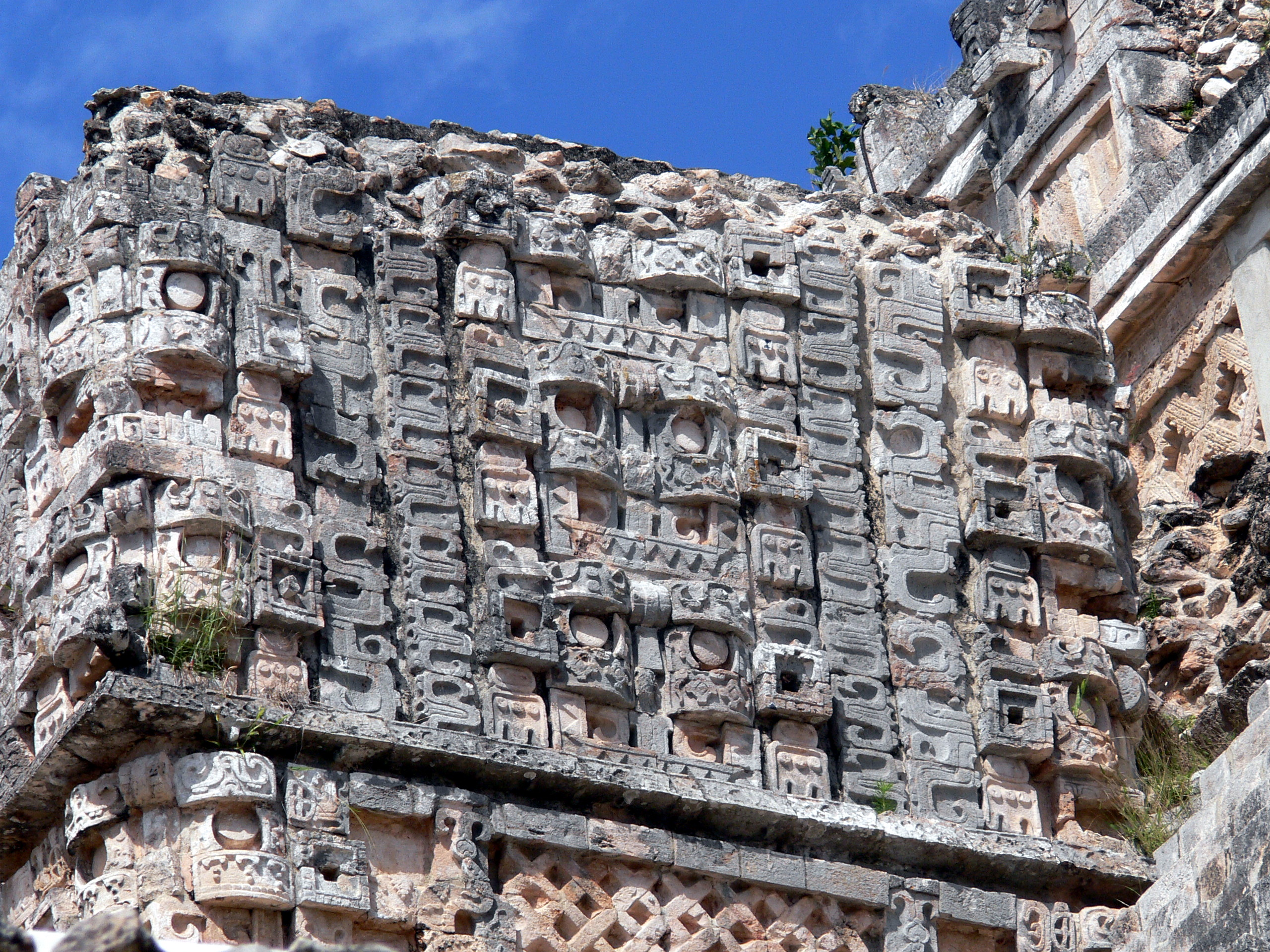
Masken am oberen Tempel der Adivino-Pyramide, Uxmal, Mexiko

Stephens und Catherwood besuchten Uxmal erstmals 1839 und wieder während ihrer Expedition von 1841. Stephens beschreibt seinen ersten Blick auf die Ruinen folgendermaßen:

“We took another road, and, emerging suddenly from the woods, to my astonishment came at once upon a large open field strewed with mounds of ruins, and vast buildings on terraces, and pyramidal structures, grand and in good preservation, richly ornamented, without a bush to obstruct the view, and in picturesque effect almost equal to the ruins of Thebes...“
 ...„The place of which I am now speaking was beyond all doubt once a large, populous, and highly civilized city. Who built it, why is was located away from water or any of those natural advantages which have determined the sites of cities whose histories are known, what led to its abandonment and destruction, no man can tell”

„Wir nahmen eine andere Straße und plötzlich tauchte aus dem Wald zu meinem Erstaunen ein einst großes offenes Feld auf mit verstreuten Ruinen und riesigen Gebäuden auf Terrassen und Pyramidenstrukturen, groß und gut erhalten, reich verziert ohne einen Busch, der den Blick behindert und einem malerischen Eindruck, der fast den Ruinen von Theben entsprach … Der Ort, von dem ich jetzt spreche war ohne jeden Zweifel einst eine große, dicht bevölkerte und hoch zivilisierte Stadt. Wer sie erbaute, warum sie weit vom Wasser oder irgendeinem dieser natürlichen Vorteile lag, die den Standort von Städten bestimmten, deren Geschichte bekannt ist, was zu ihrer Aufgabe und Untergang führte, kann kein Mensch sagen …“

“The classical pyramid form has been abandoned here. It is as if the Mayan architects had remembered the mountain peaks where the gods had been worshipped in the hazy past.”

„Die klassische Pyramidenform war hier freistehend. Es ist als ob die Maya-Architekten sich der Berggipfel erinnert hatten, wo die Götter in der verschleierten Vergangenheit verehrt wurden.“